# 알몬티 인더스트리스 주식회사
알몬티 인더스트리즈(Almonty Industries, 이하 "알몬티")는 텅스텐 광산개발과 탐사에 중점을 둔 글로벌 광업회사이다. 스페인, 포르투갈과 대한민국에서 주요 영업활동을 하고 있으며 캐나다 토론토 주식거래소 벤처부문(TSX-V)에 상장되어 있다. 현재 루이스 블랙 (Lewis Black)이 알몬티 인더스트리즈 최고경영자 직을 맡고 있다. 

## 역사
"알몬티(ALMONTY)"의 명칭의 '알(Al)'은 대니얼 다마토의 아버지 '알 다마토(Al D’Amato)'에서, ‘몬티(MONTY)’는 루이스 블랙의 아버지 '몬티 블랙(Monty Black)'의 이름에서 유래하였다. 알몬티 파트너사는 루이스 블랙과 더불어 태국의 다른 프로젝트를 통하여 텅스텐 생산과 거래를 해왔다. 루이스 블랙은 한 인터뷰에서 "텅스텐에 매료된 후에는 다른 산업으로 돌아갈 수 없었다." 라고 말한 바 있다. 이후, 2005년 5월 토론토 주식시장 벤처부문(TSX-V)의 상장사인 프라이머리 메탈즈 주식회사(Primary Metals Inc, 'PMI.V')로부터 포르투갈 파나스퀘라(Panasqueira) 광산을 인수하였고, 루이스 블랙이 프라이머리 메탈즈 주식회사 최고경영자 직을 역임했다. 2008년에는 파나스퀘라 광산을 소지츠 주식회사(Sojitz Corporation)에 매각하였다.
2011년, 알몬티사는 스페인의 로스 산토스 광산을 인수하면서 설립되었다. 2011년 9월 28일, 알몬티사는 토론토 주식거래소 벤처부문(TSX-V)에서 상장되어 거래를 시작하였다. 2013년 3월, 스페인 북부지역의 발트렉시알(Valtreixal)의 51%의 지분을 인수하였고, 이듬해에는 도이치로슈토프(독일어: Deutsche Rohstoff AG)사로부터 오스트레일리아에 위치하는 울프람 캠프(Wolfram Camp) 텅스텐/몰리브데넘 광산의 인수 이행 계약(binding agreement)을 하였다.
2015년 알몬티는 루이스 블랙의 지도 하에 캐나다의 울프마이닝 주식회사(영어: Woulfe Mining Corp.)와 대한민국 상동 광산 프로젝트(Sangdong project)를 인수하였다. 2016년 초기에는 일본계 기업인 소지츠 주식회사(Sojitz Corporation)로부터 파나스퀘라(Panasqueira) 광산을 재인수하였다. 2017년에 접어들어서 알몬티사는 상동 광산의 플랜트건설을 위한 최종승인을 받았고, 동시에 발트렉시알(Valtreixal) 프로젝트의 잔여지분을 인수하여 100% 소유권을 획득하였다.
연혁
- 2005년 5월: 프라이머리 메탈스(Primary Metals, PMI.V), 파나스퀘이라 광산 인수
- 2008년: 소지츠(Sojitz), 프라이머리 메탈스 인수
- 2011년: 알몬티 인더스트리즈 설립 및 로스산토스 광산 인수
  - 9월 28일: TSX 벤처 거래소 상장
- 2013년 3월: 알몬티, 발트렉시알 광산 지분 51% 인수
- 2015년: 울프마이닝 및 상동광산 프로젝트 인수
- 2016년: 소지츠로부터 파나스퀘이라 광산 인수, 발트렉시알 광산 소유권 유지

## 프로젝트

### 스페인

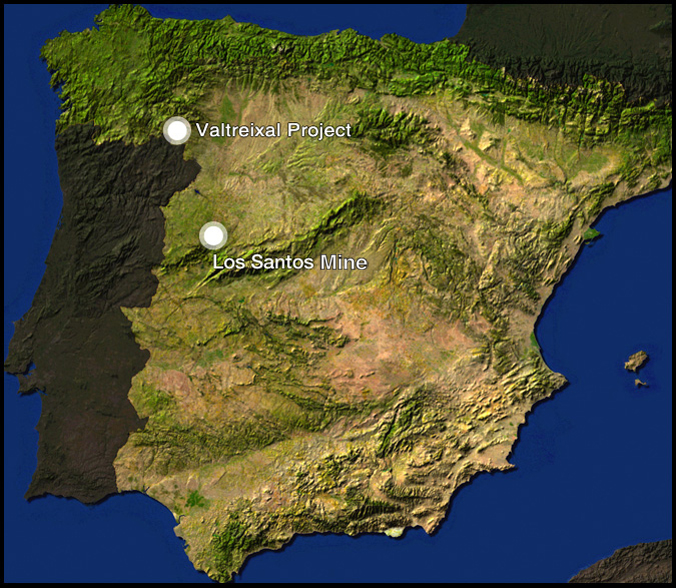
로스산토스와 발트렉시알(스페인)

#### 로스산토스(Los Santos)[9]
로스산토스(Los Santos) 광산은 알몬티의 자회사인 데이탈 리소스사(Daytal Resources)에 의해 개발되고 있다. 광산 위치는 스페인의 살라망카 주에 속한 살바띠에라(포르투갈어: Fuenterroble de Salvatierra)와 산토스(포르투갈어: de Los Santos) 지역에 있으며 수도인 마드리드의 서쪽으로부터 180km 떨어져있다.
광산은 1979년~1980년 사이에 자외선 파장에 반응하는 텅스텐의 원광석인 회중석(영어: scheelite CaWO4[*])을 찾기 위해 야간용 자외선등을 사용한 빌리튼 에스파냐 (Billiton Española)의 지역탐사를 통해 발견되었다. 이러한 발견 이후, 다이아몬드 시추와 몇몇의 예비 설계(preliminary engineering)를 포함하여 80년대까지 활발한 탐사 활동이 이루어졌고 그로 인해 예비 타탕성조사(pre-feasibility study) 실시를 결정하게 되었다. 그러나 1985년까지 텅스텐의 거래단위인 mtu를 기준으로 $81/mtu로 우세했던 텅스텐 가격상황에도 불구하고 프로젝트는 실행 불가능함으로 평가되었다. 이후 광업권은 2017년 6월 25일에 국영 기업인 SIEMCALSA가 인수했고, 이후 2008년 6월에 해당 프로젝트를 위탁한 호주 상장기업 Heemskirk Consolidated Limited에 이를 매각했다. 2011년, 알몬티 인더스트리즈는 루이스 블랙의 진두지휘 하에 데이탈을 인수했다.
로스산토스(Los Santos) 광상은 전형적인 텅스텐 스카른형 광상에 속한다. 칼슘(Ca) 성분이 우세한 규산염(calc-silicate) 또는 표토나 규조토를 포함하는 규산염광물(siliceous minerals)에 의하여 탄소(C)가 풍부한 퇴적암에 화강암이 관입한 이후 나타난 교대작용 및 결정화 작용의 결과이다. 로스산토스(Los Santos) 광상은 철(Fe)이 우세한 탄산염과 휘석, 회중석, 사장석과 자철석이 함께 포함되어 있는 양상을 보인다.
광화대는 8개의 광체(Cortinas West, Cortinas East, Capa 4, Sector Central, Gapa G, Peña de Hierro, Santos West and Santos South)로 구성되어 있으며, 이는 각각의 구역으로 정의 할 수 있다. 보통 2~3개의 광체를 하나의 세트로 개발하게 되는데, 이는 플랜트로 공급하는 광물의 특징을 균질화(homogenization) 함으로써 개발비용을 합리적으로 개선할 수 있기 때문이다. 개발중인 피트(active pits)에서 발생하는 폐석을 개발이 완료된 피트(exhausted pits)로 운반하여 환경복구(environment restoration)를 위하여 사용된다.
공장은 중량식(gravimetry) 작업방식으로 연간 약 50만톤을 처리하고 있으며 평균 월 100톤~140톤 가량의 WO3 품위 65%의 텅스텐 회중석 정광을 생산하고 있다. 2008년 생산을 개시한 이래로 로스산토스(Los Santos)는 약 8,500톤의 텅스텐 정광을 생산해왔으며 생산부문에서 모든 과거 생산자들을 놓고 볼 때 스페인 내 최대 텅스텐 광산이다. 선광 공장에서 나온 광미는 단체분리가 되지 않은 어느 정도 유용광물을 내포하고 있다고 여겨지고 있기 때문에 드라이스택(dry-stack) 된다. 향후, 공장설계 변화와 함께 그러한 광미는 재처리될 예정이고, 최종 광미는 마지막 작업장(Pit) 복원을 위해 모아두게 된다.

#### 발트렉시알(Valtreixal)[10]
탐사작업은 1974년에서 1986년 사이에 이루어졌고 이 시기에 텅스텐의 존재를 처음으로 확인할 수 있었다. 알몬티는 루이스 블랙 지도하에 2013년부터 2016년에 걸쳐 권리인수부터 전체인수까지 진행하였으며 이 기간 동안 자회사인 발트렉시알 리소스사(Valtreixal Resources)가 상당한 양의 탐사 및 선광 및 제련실험을 수행했다. 광체는 포르투갈과 스페인 접경지역인 페드랄바 데 라 프라데리아(Pedralba de la Praderia) 지역의 북쪽으로 약 8km정도 떨어진 위치에 있으며 마드리드 북동쪽으로 320km 떨어져있다.
자원량(resources)은 WO3 품위 0.25%와 주석 0.13% 품위기준으로 282만톤과 추정광량(indicated) 범주에 속하며, 예상광량(inferred)은 WO3 품위 0.08% 및 주석 0.12% 품위기준으로 1,542만톤이다.
매장량(mineral reserve)에서의 추정광량(Probable)은 WO3 품위 0.25%와 주석 0.12% 품위기준으로 255만톤이다. 이것은 노천채광 구역에서 동쪽으로 단계별 채광계획을 수립하는 동안 초기 노천채광으로, 이는 연간 50만톤 채광량을 기준으로 초기 5년동안 채광(open pit)할 수 있는 양이다. 본 광산은 연간 약 770톤~1,300톤의 텅스텐 정광과 500톤~620톤의 주석 정광을 생산할 예정이다.

### 포르투갈

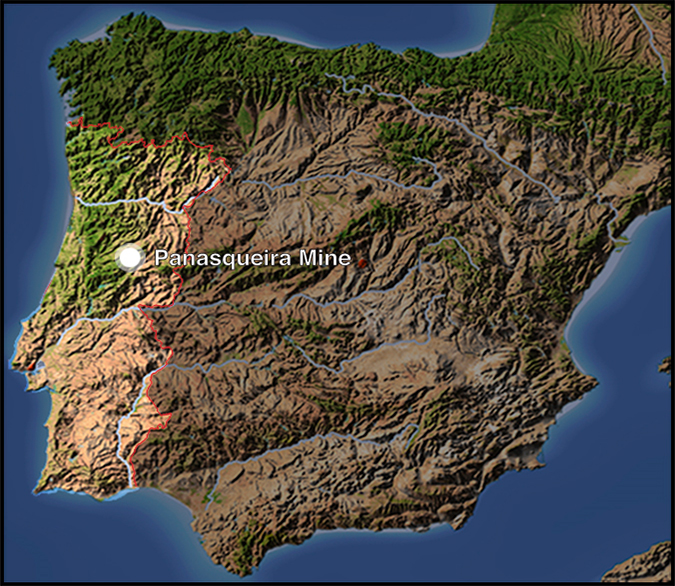
파나스퀘라 광산(포르투갈)

#### 파나스퀘라(Panasqueira)[11]
파나스퀘라는 지속적으로 130년간 개발되어온 텅스텐 광산이다. 생산누계로 보면 세계에서 거의 두 번째로 큰 텅스텐 광산이나 다름없다. 1934년~2016년까지 신뢰할만한 기록자료에 따르면 4천만톤의 광석이 채광되었고, 128,110톤의 텅스텐 정광과 6,576톤의 주석 정광 그리고 32,410톤의 구리 정광이 생산되었다. 이 광산의 텅스텐 정광(철망간중석, wolframite)은 관련업계에서 제품기준으로 통하며 정광의 높은 품위와 낮은 불순물 함유로 시장에서 널리 시판되고 있으며 고객사로부터 고품질에 대한 프리미엄을 받기도 한다. 광산에서 나오는 골재는 토목자재로 판매되고 있으며 타 광물도 함께 판매되고 있다. 파나스퀘라의 광물은 입도, 완벽성, 희소성 및 이 광산에서만 볼 수 있는 두 가지 광종 파나스퀘라이트(Panasqueiraite)와 싸듀이트를을 가지고 있는 특징으로 유명하다.
파나스퀘라 광상은 넓은 면적의 판상으로 형성되어 규모 면에서 세계적인 광산이다. 3개의 광체 (Covilhã, Pampilhosa da Serra and Fundão)로 구성되어 있으며, 지금까지 두 개의 노출되지 않은 관입암(one in Fundão and the other in Covilhã)을 발견하였다. 2007년에서 2015년까지 일본의 소지츠 주식회사(일본어: 双日株式会社 Sōjitsu Kabushiki-gaisha[*])에서 파나스퀘라를 운영하는 기간에는 심부 탐광시추를 통하여 화강암 또는 영운암의 작은 소형돔 구조와 같은 추가적인 광화대를 확보 하기 위한 노력을 아끼지 않았으나, 추가적인 광체를 발견하지 못하였다. 현재, 파나스퀘라의 남동방향으로 광체를 찾기 위한 새로운 탐광작업이 수행되고 있다. 개발구역의 실질적인 연장부의 길이는 약 2,500m, 폭은 400~2,200m이며, 깊이는 최소 500m이다. 이 광산은 현재 레벨 1, 2 그리고 3까지 활발하게 개발 중이다.
연간 70만톤에서 80만톤의 광석의 채광이 진행 중이며, 이는 매월 100톤~120톤정도의 텅스텐 정광과 부산물을 함께 생산하고 있다. 주석은 텅스텐-주석 혼합 광맥구역으로 진행될수록 주석 개발 구역으로 중요성이 높아지고 있다. 총 매장량(reserve) 기준은 2.5년 정도로 충분하게 부존하며, 자원량(resources)을 기준으로는 약 30년정도이다.

### 대한민국

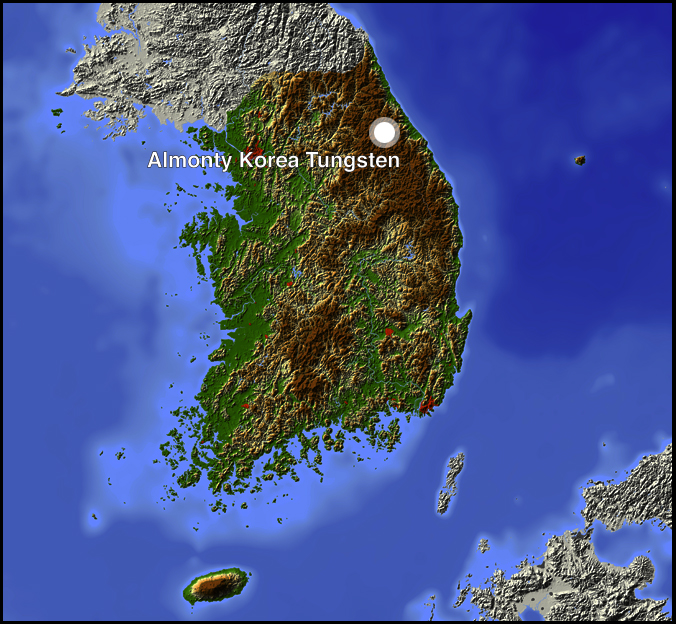
상동 프로젝트(대한민국)

#### 상동(Sangdong Project)[12]
이 지역의 텅스텐 광화대는 1916년에 발견되었으나 주요 매장지역인 상동의 광상은 1939년~1940년에 발견되었다. 상동광산은 제2차 세계 대전 당시, 소림광업주식회사에 의해 운영되었으며 1946~1949년 시기에는 미군정 시기 하에 운영되었다. 광산 개발은 1992년까지 이어졌고, 연간 60만톤의 광석을 처리하였다. 폐광할 당시, 광산 개발은 지하갱도 -20레벨까지 진행된 상태였다.
중국의 텅스텐 생산 및 수출은 상동광산의 가격 경쟁력을 크게 약화시키게 되었으며, 이로 인해 상동광산은 1994년 폐광하였고, 광산 지역의 토지 등은 2006년경 영월군으로 귀속되었다. 2015년, 알몬티는 최고경영자 루이스 블랙(Lewis Black)의 경영 하에 상동광산 을 인수하고, 한때 폐광되었던 이 거대한 산업 시설을 재설계하고 복원하는 도전에 착수했다. 블랙은 자금 조달을 성공적으로 이끌고 상동광산의 부활을 주도하며, 글로벌 텅스텐 수요를 충족할 수 있는 준비 과정에 핵심적인 역할을 했다.
현재 상동광산은 선광 공장 을 건설중이며, 2025년에 연간 64만 톤 생산을 목표로 가동될 예정이다. 또한, 연간 평균 4,000톤의 텅스텐 정광을 생산 하며, 부산물로 비스무트와 몰리브덴도 생산할 예정이다.
상동의 광상은 다음과 같이 구성되어 있다.
1. 상반 광체(Hanging-wall)의 진폭은 최대 70m 두께로 분포.
2. 본맥 광체(Main)는 고품위 구역으로 대부분 과거에 개발됨.
3. 하반 광체(Foot-wall)는 5개의 층으로 구분 할 수 있는데, F-2와 F-3가 주를 이루며, 평균 두께는 4m 이상.
4. 스카른(Skarn) 광체 하부에 대규모로 부존된 몰리브덴 부광대.

상동광산의 광상은 고품위이며 규모가 상당히 크다. 추정(indicated)자원량(WO3 기준, 0.51%)은 8백만톤이며, 예상(Inferred )자원량(WO3 기준, 0.43%)은 5,060만톤으로 알려져 있다.

## 갤러리

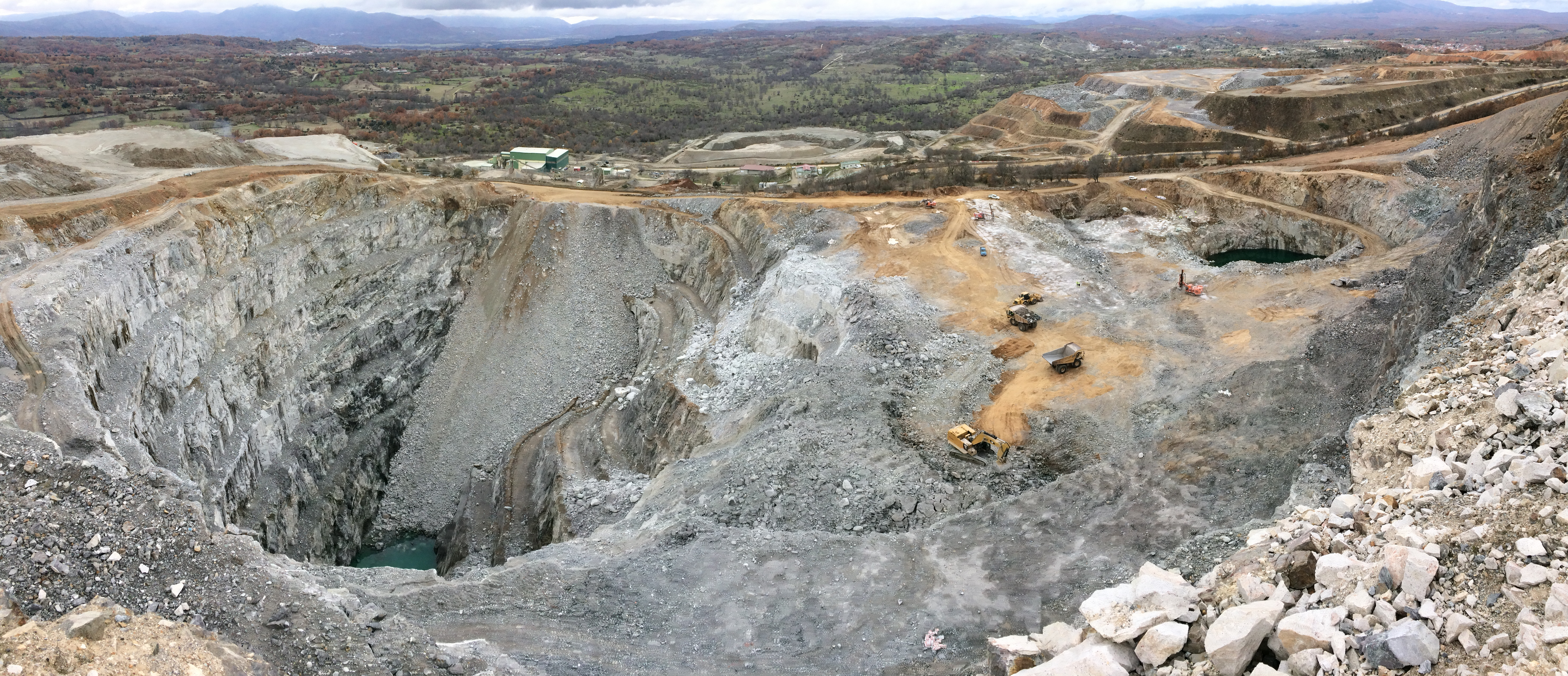
노천채광 전경(로스산토스)
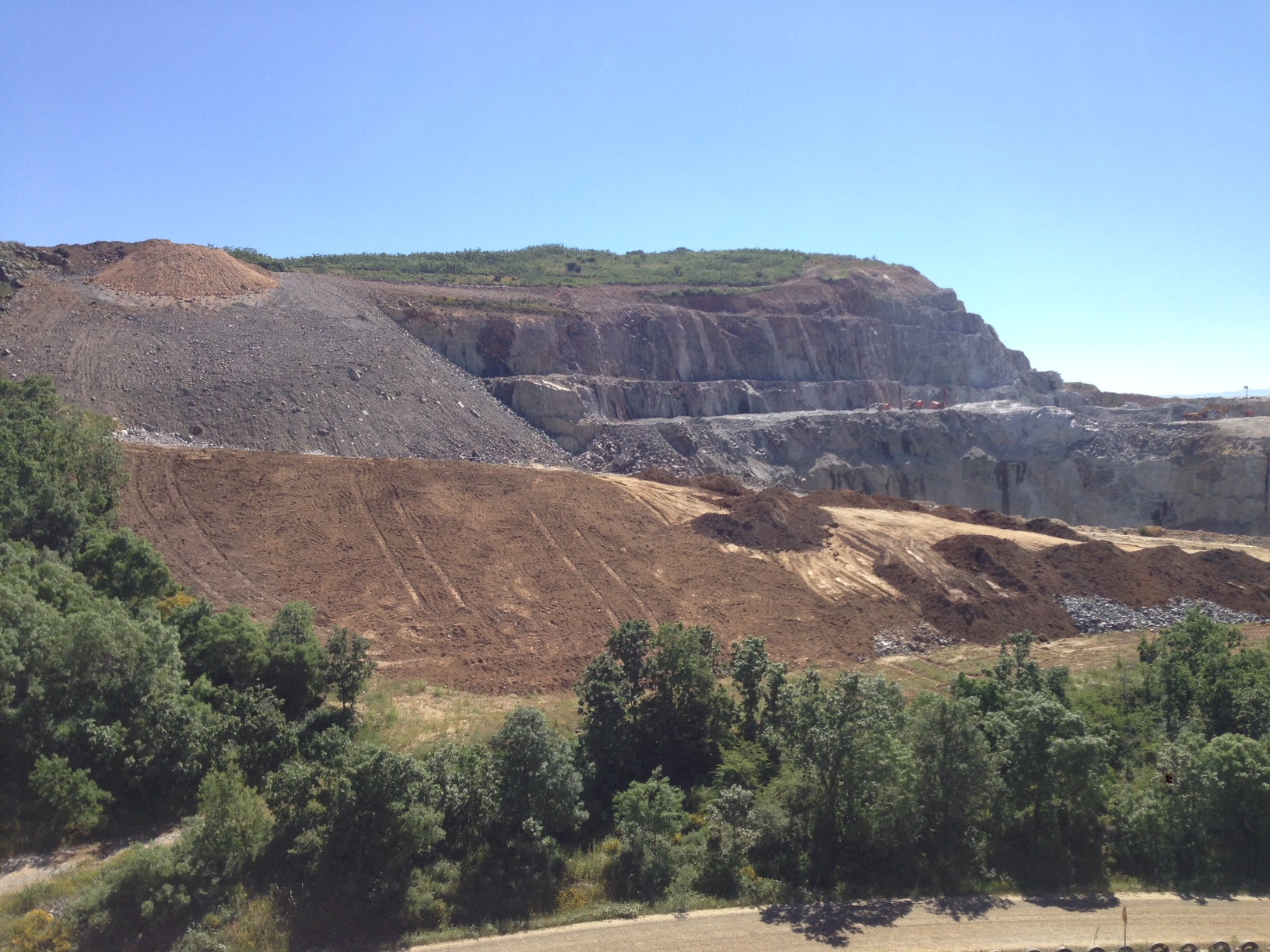
환경복구사업(로스산토스,Peña de Hierro pit)
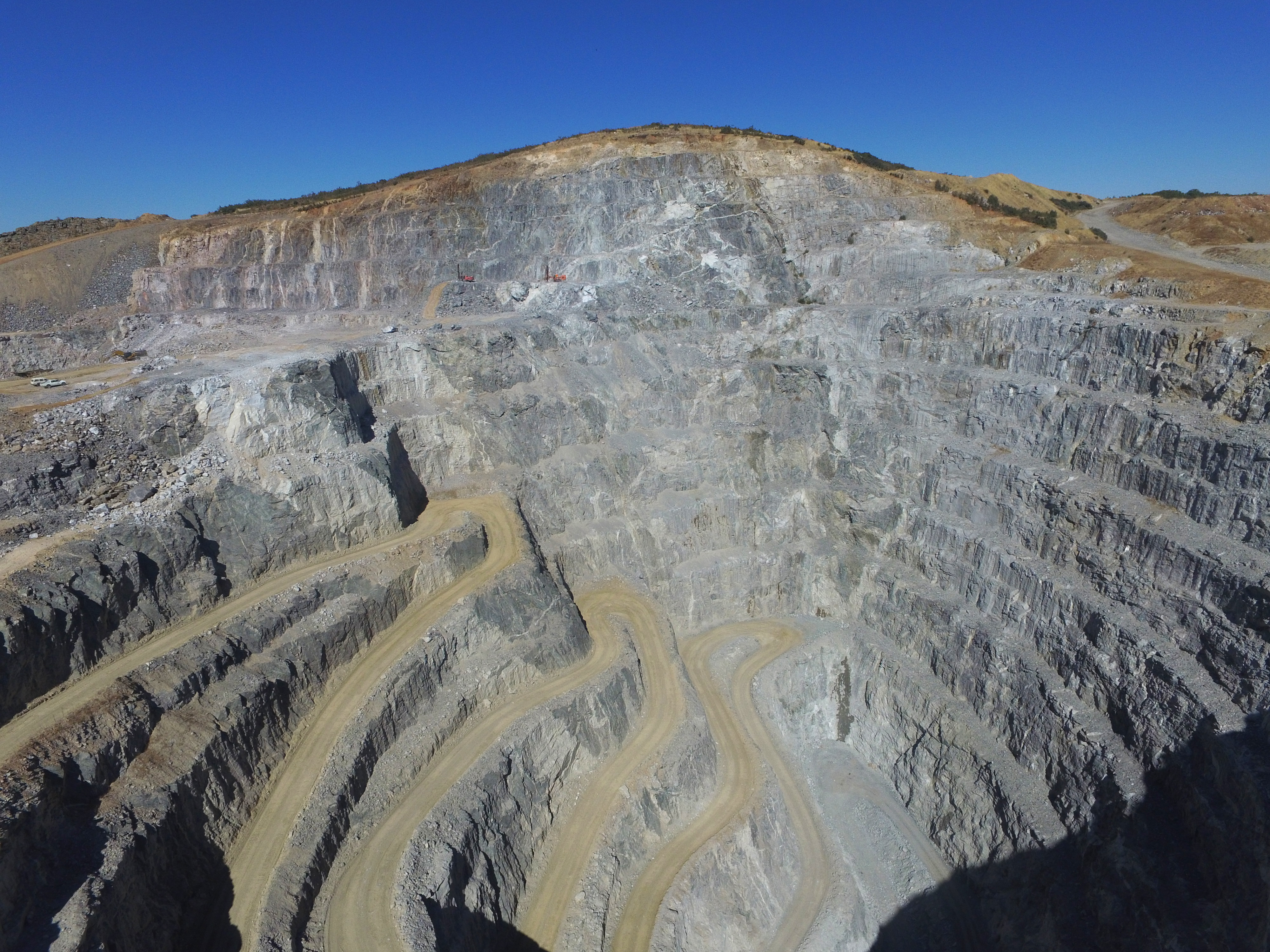
노천채광 전경(로스산토스, Santos South Pit)
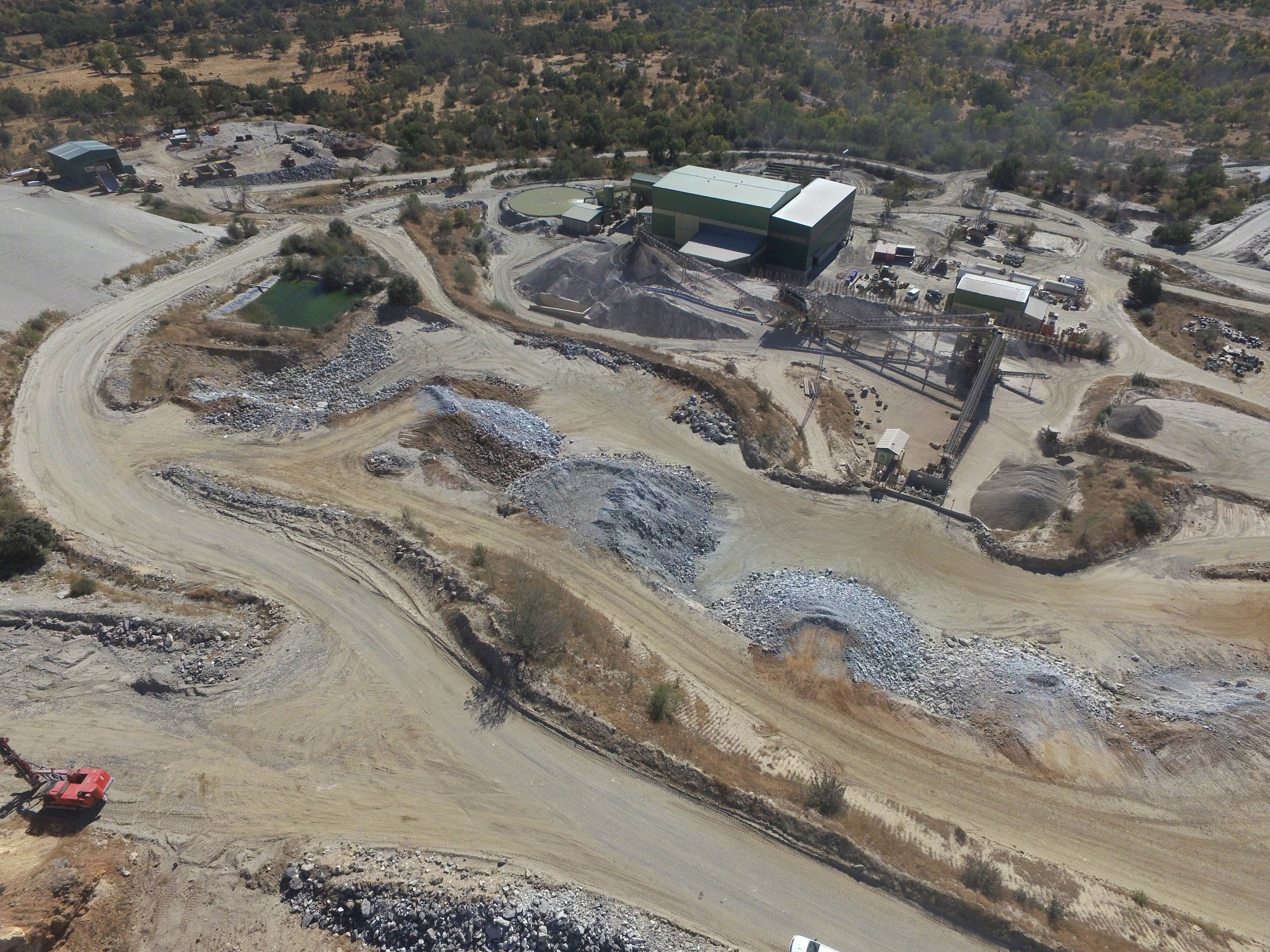
플랜트 및 광석 적치장(로스산토스)
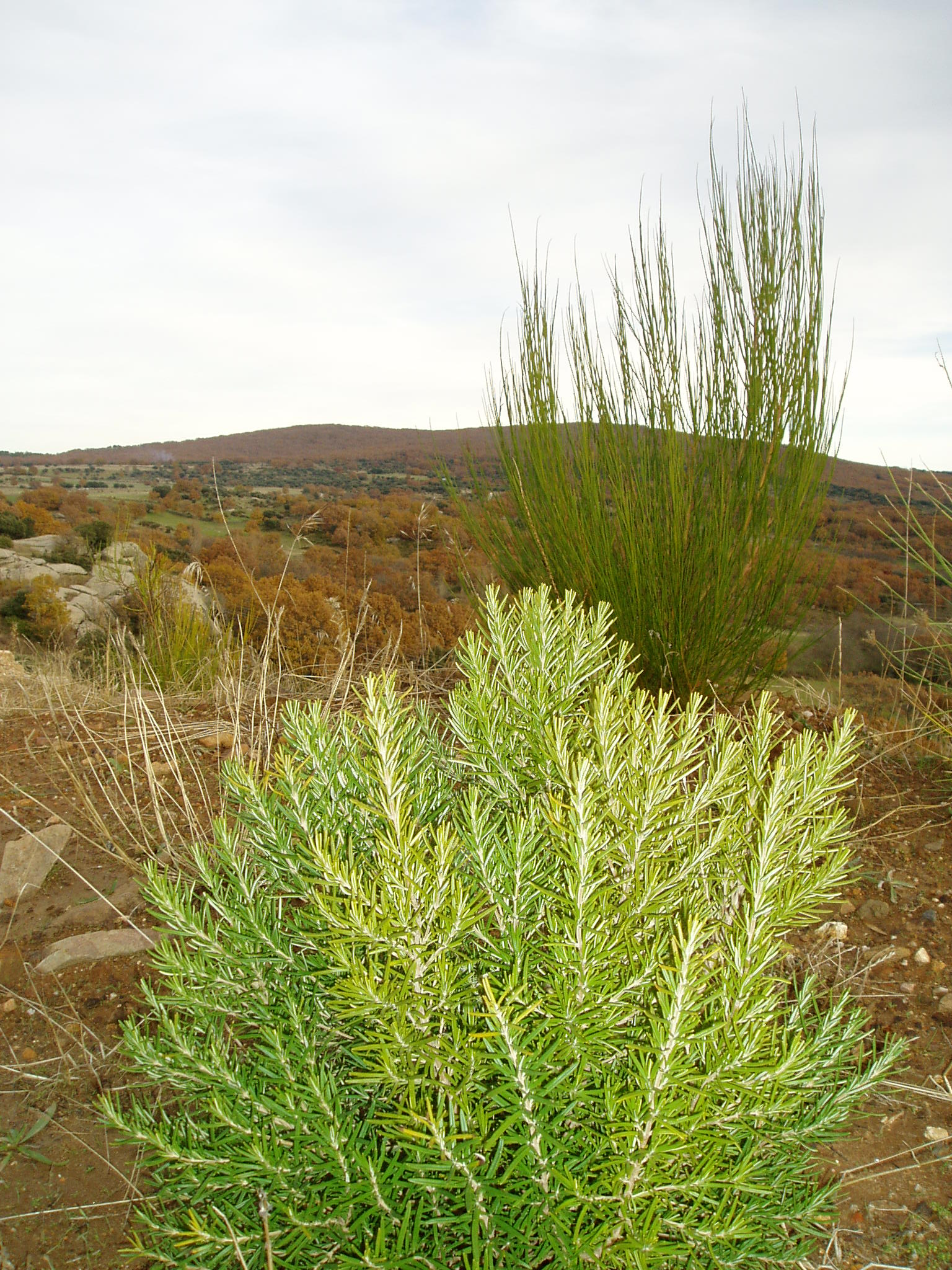
광해방지사업(로스산토스)
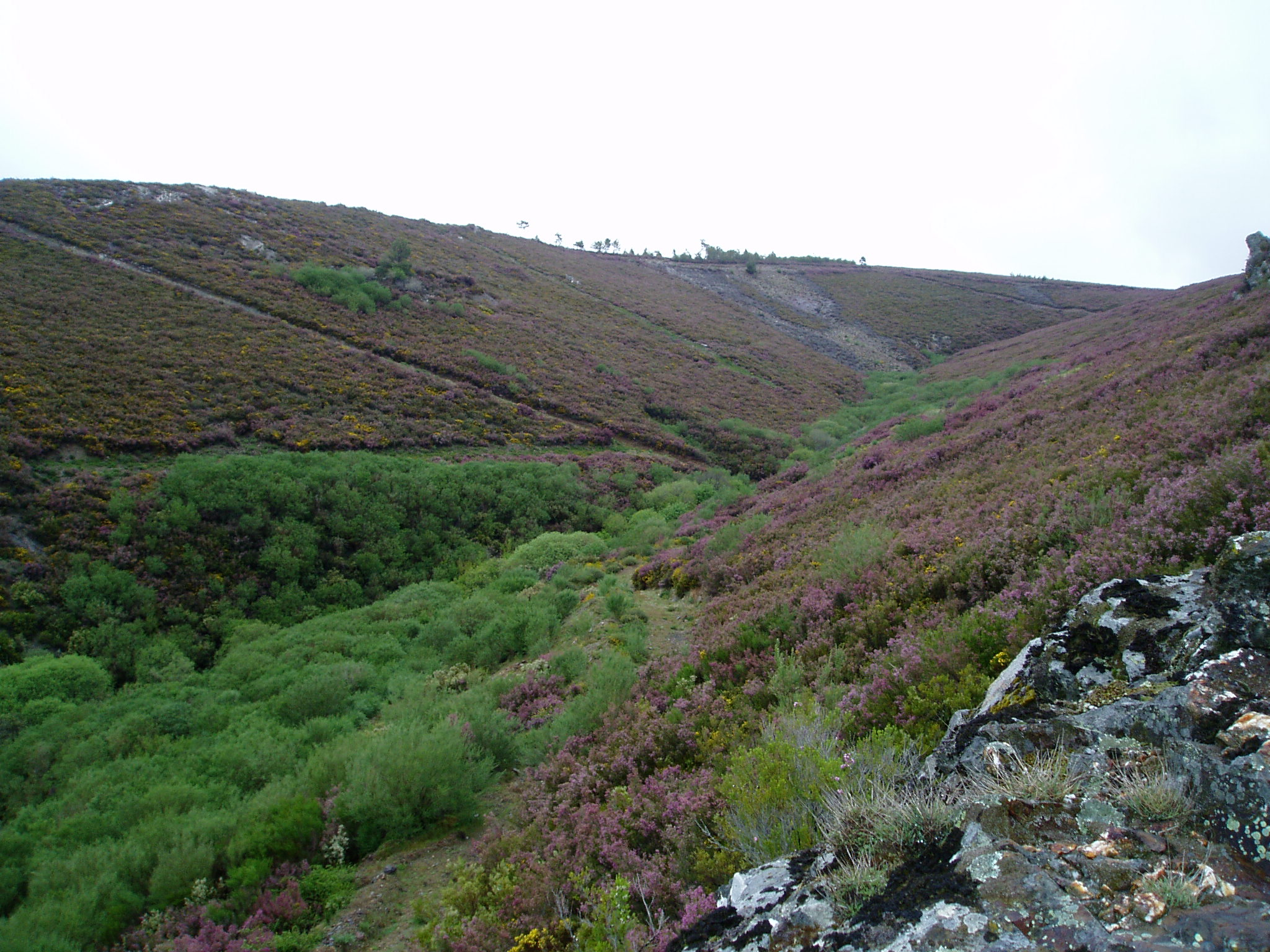
현장 모습(발트렉시알)
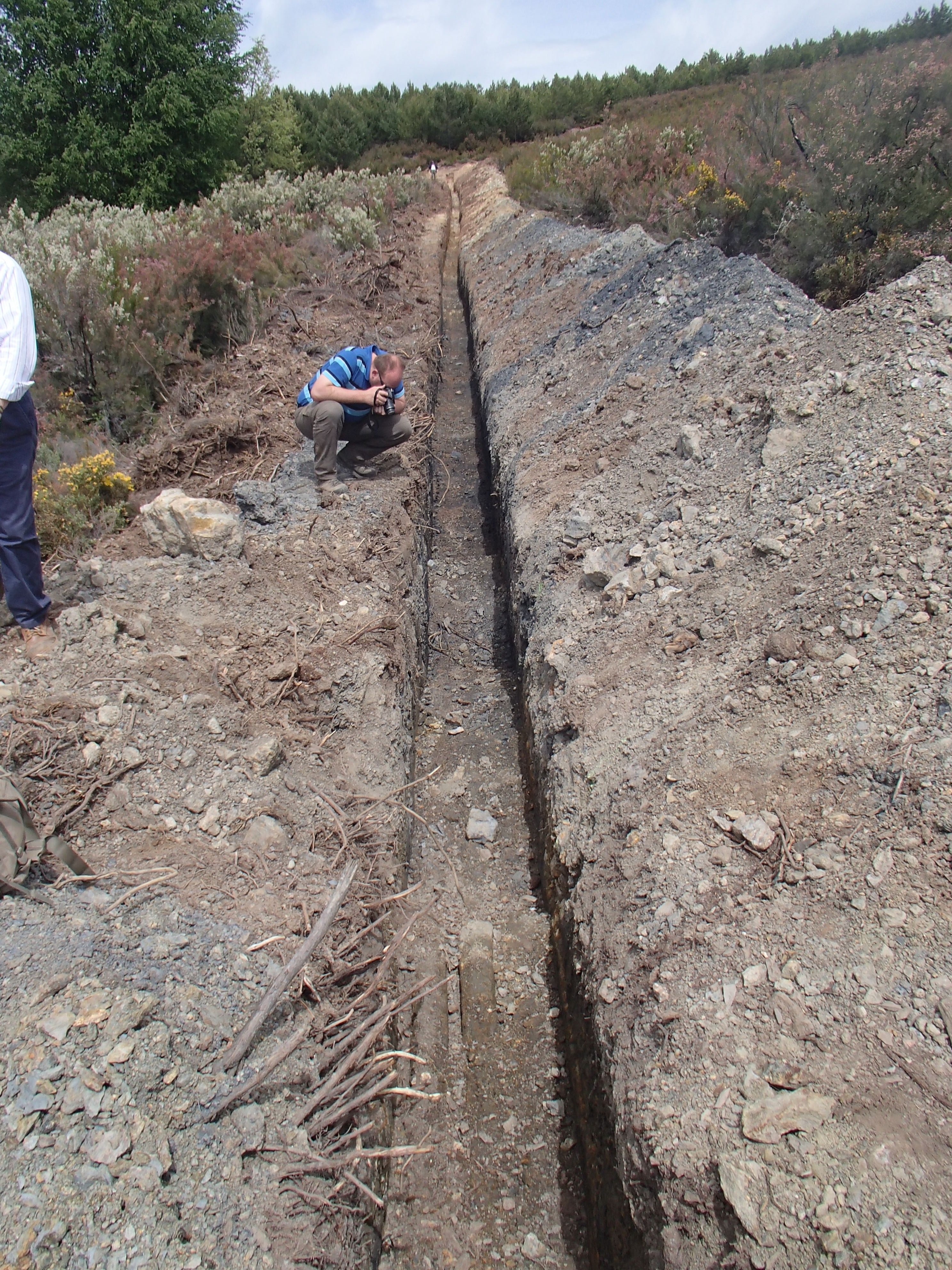
트렌치조사(발트렉시알)
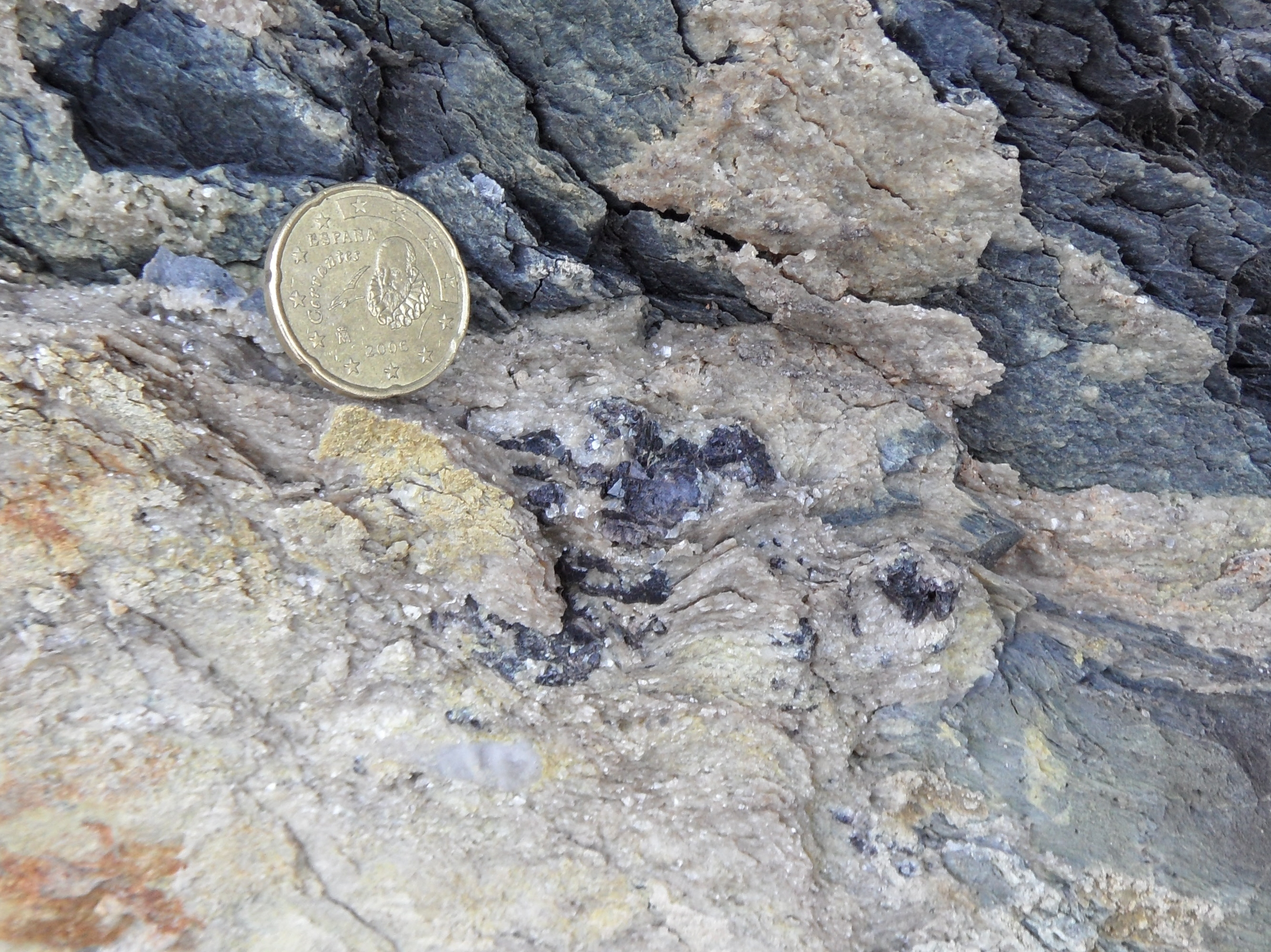
석영맥 내의 석석광화대(발트렉시알)
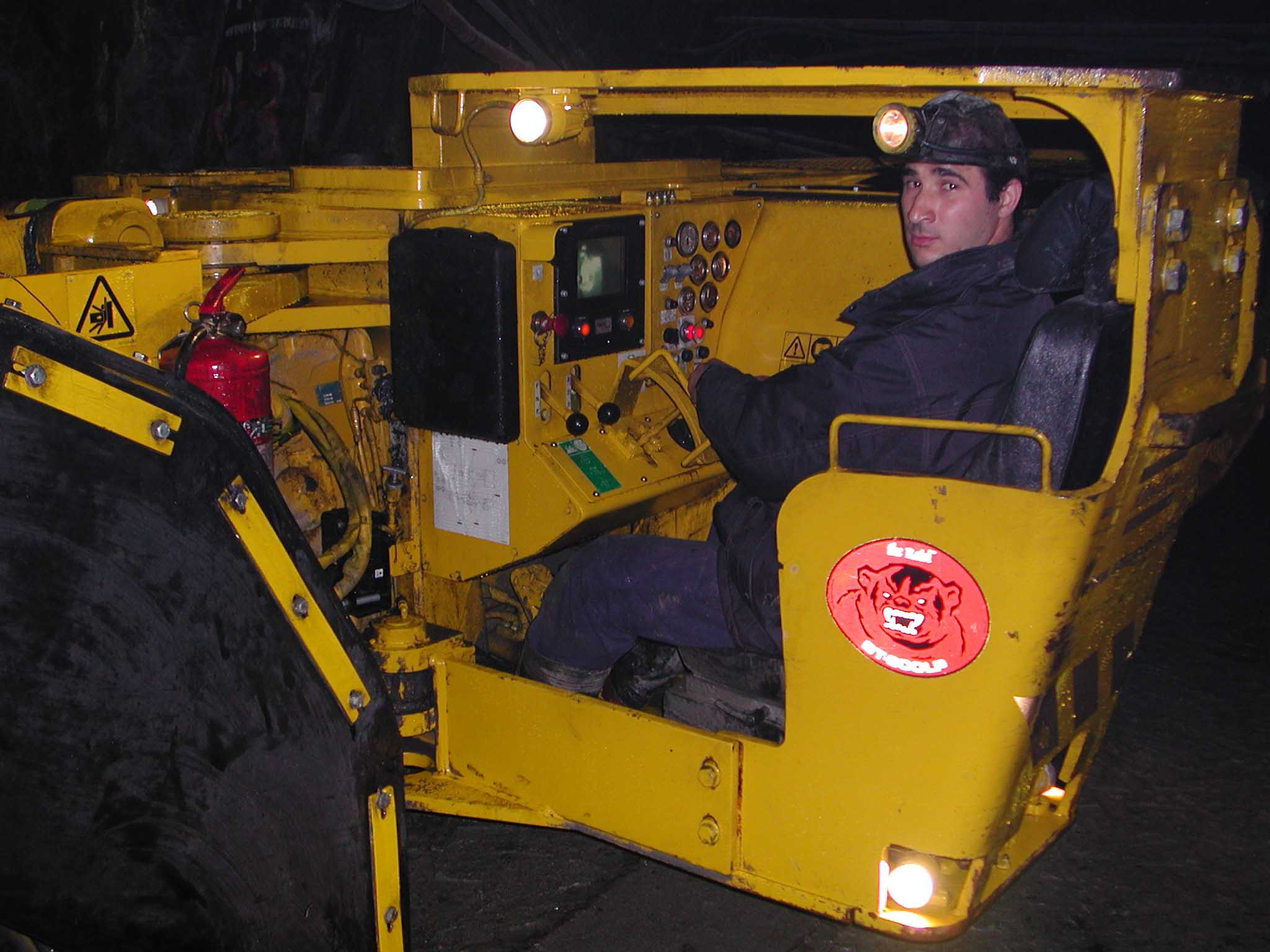
LHD 운전(파나스퀘라)
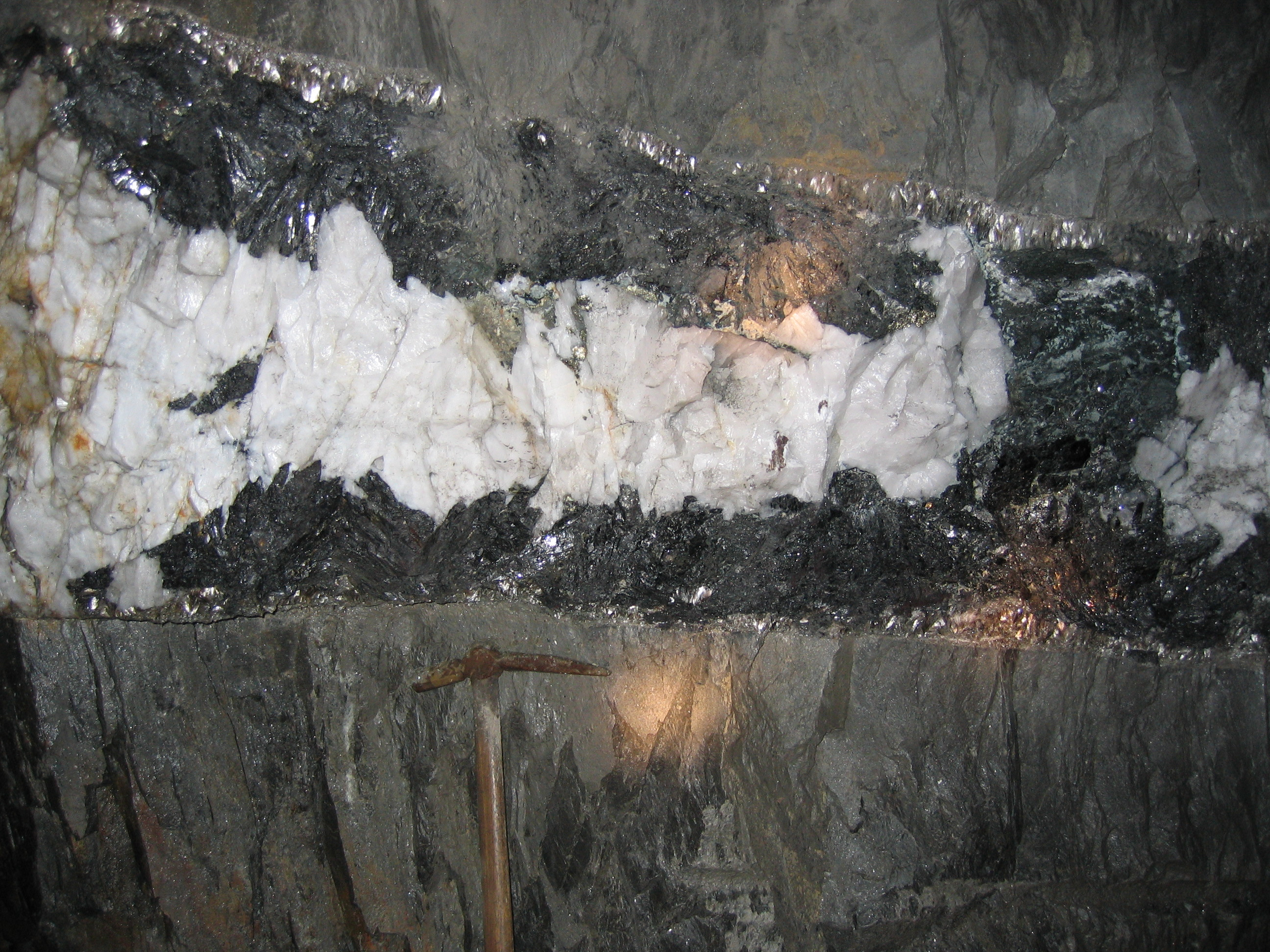
철망간중석광화대(파나스퀘라)
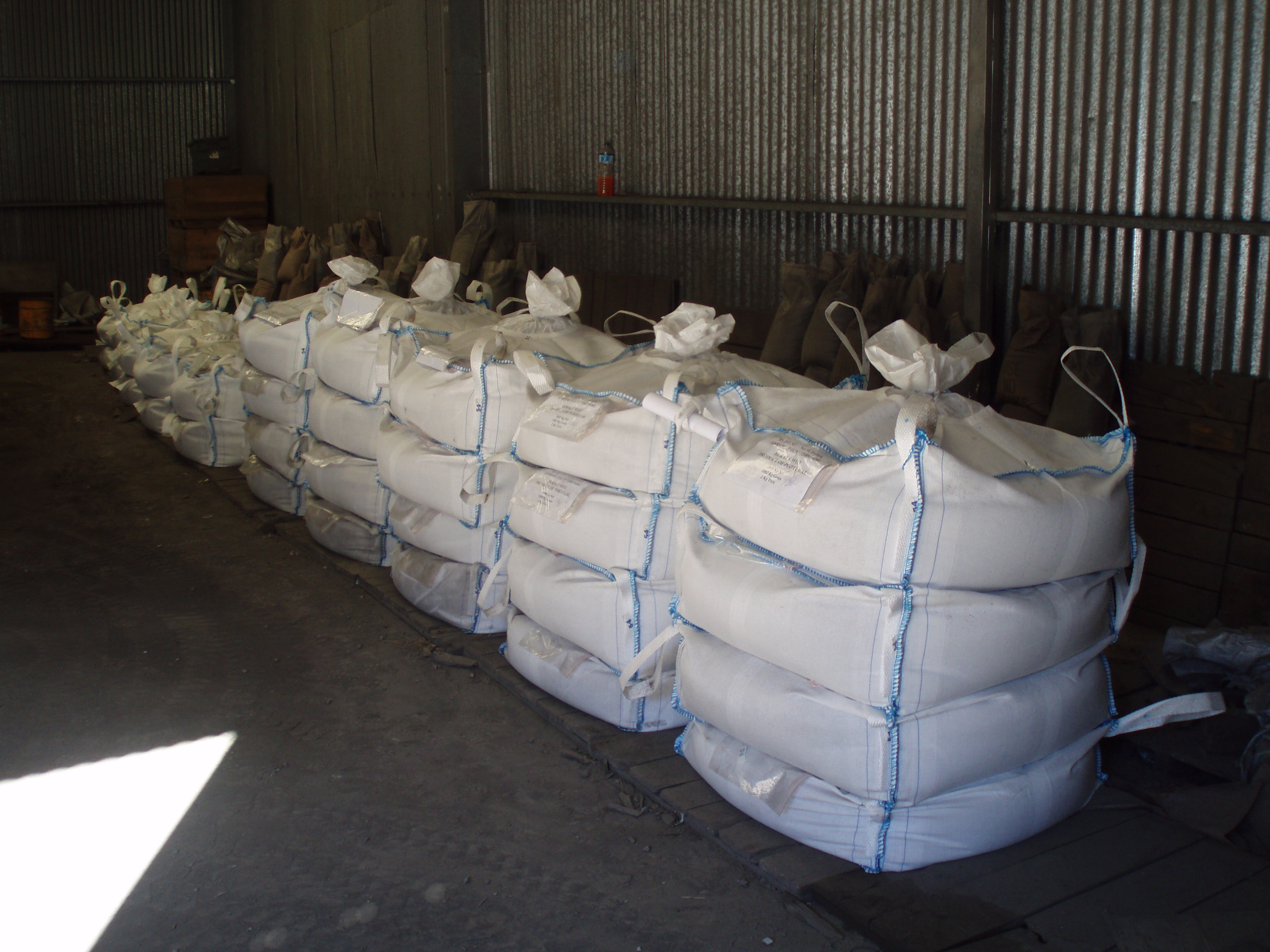
텅스텐 정광(파나스퀘라)
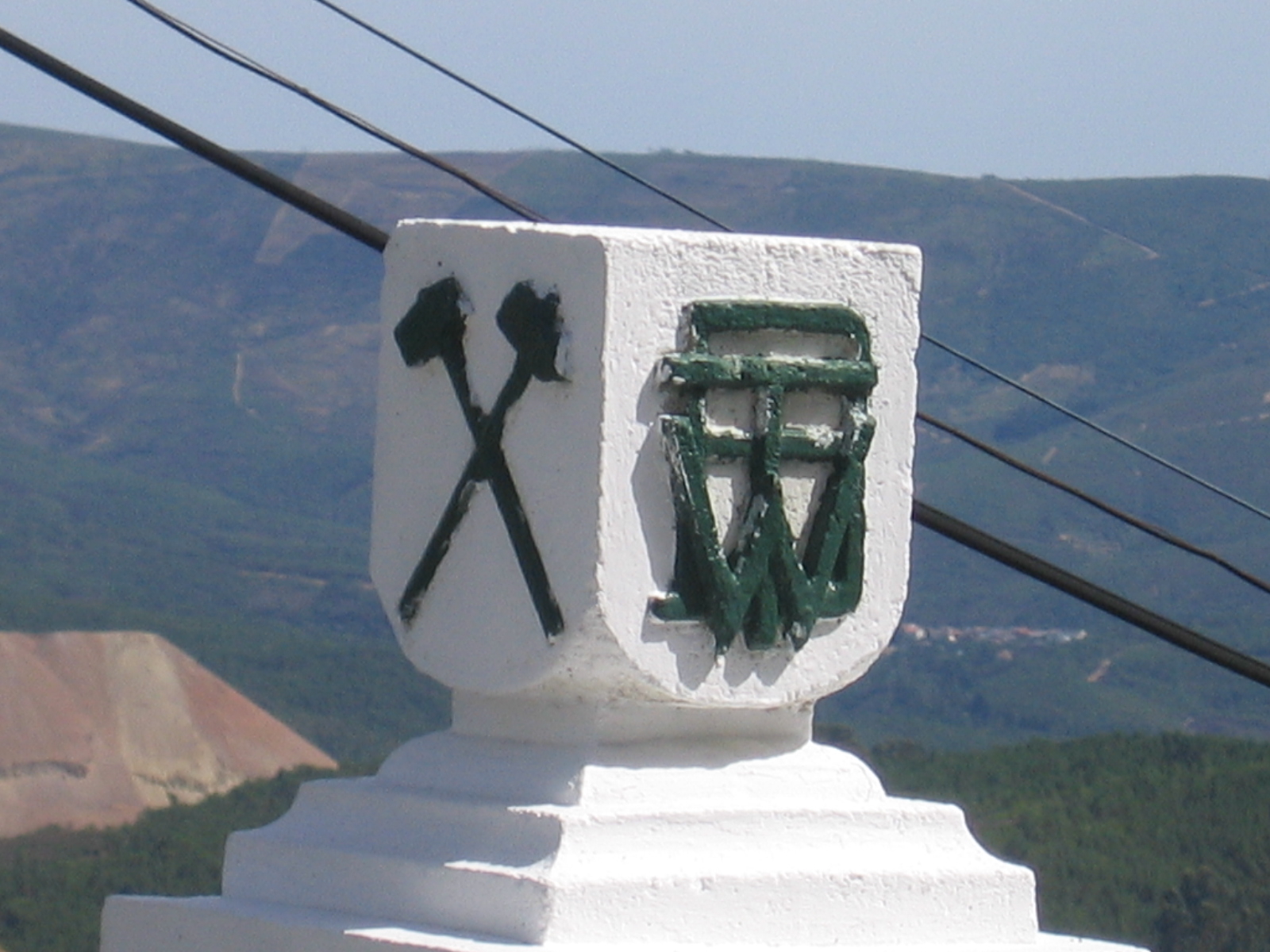
BTWP 마크(파나스퀘라)
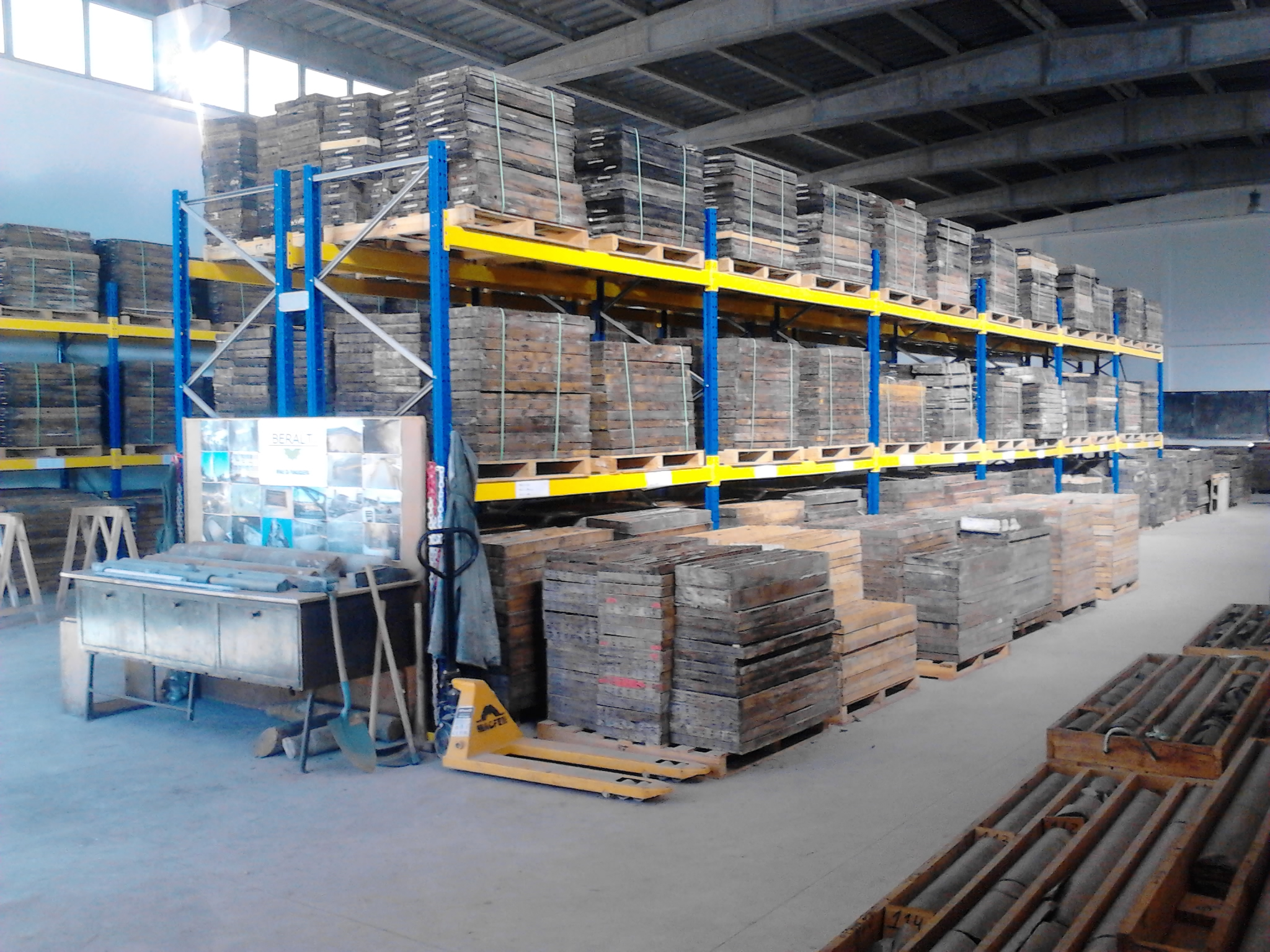
시추코어 창고(파나스퀘라)
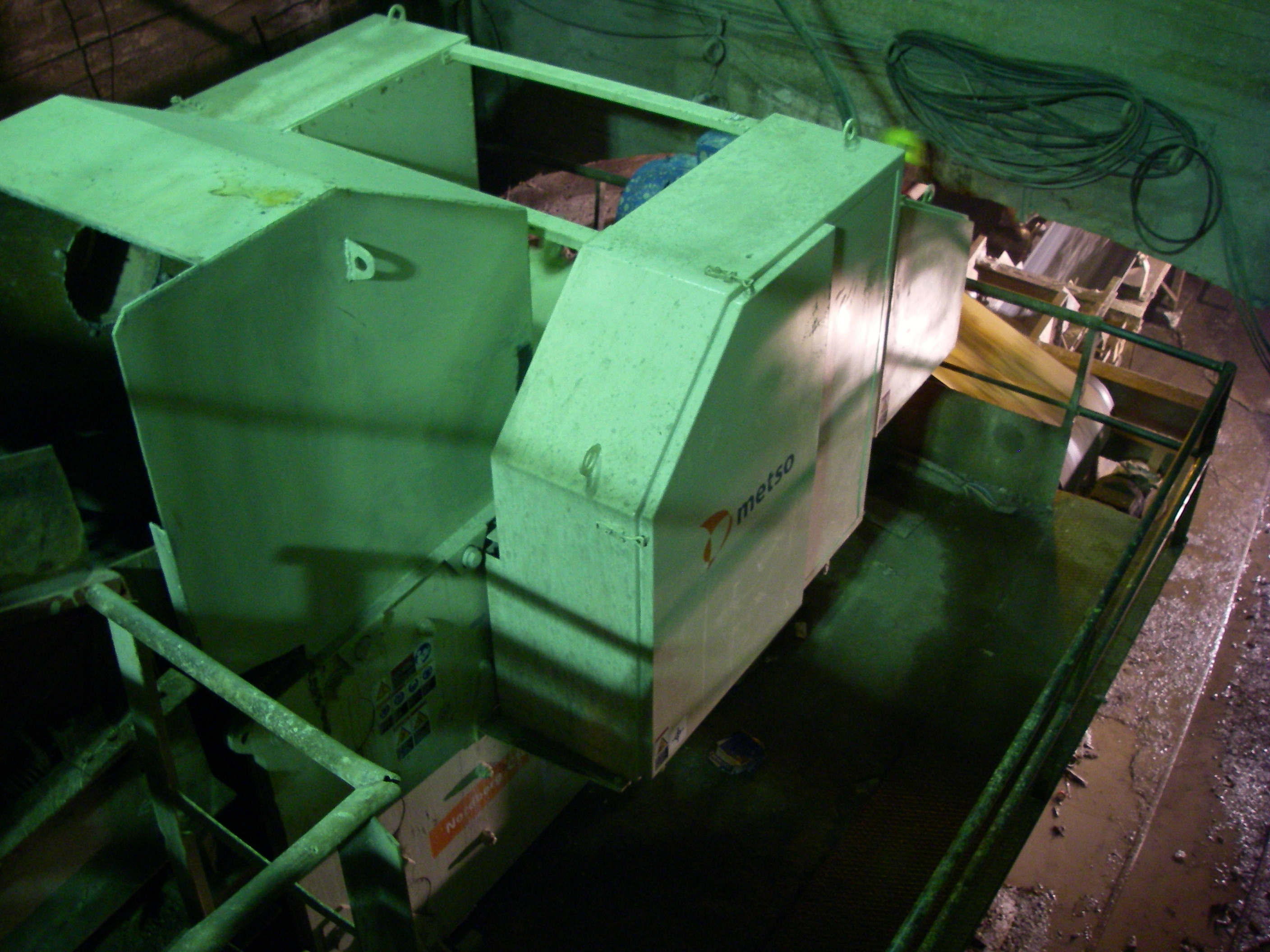
갱내 파쇄 시설(파나스퀘라)
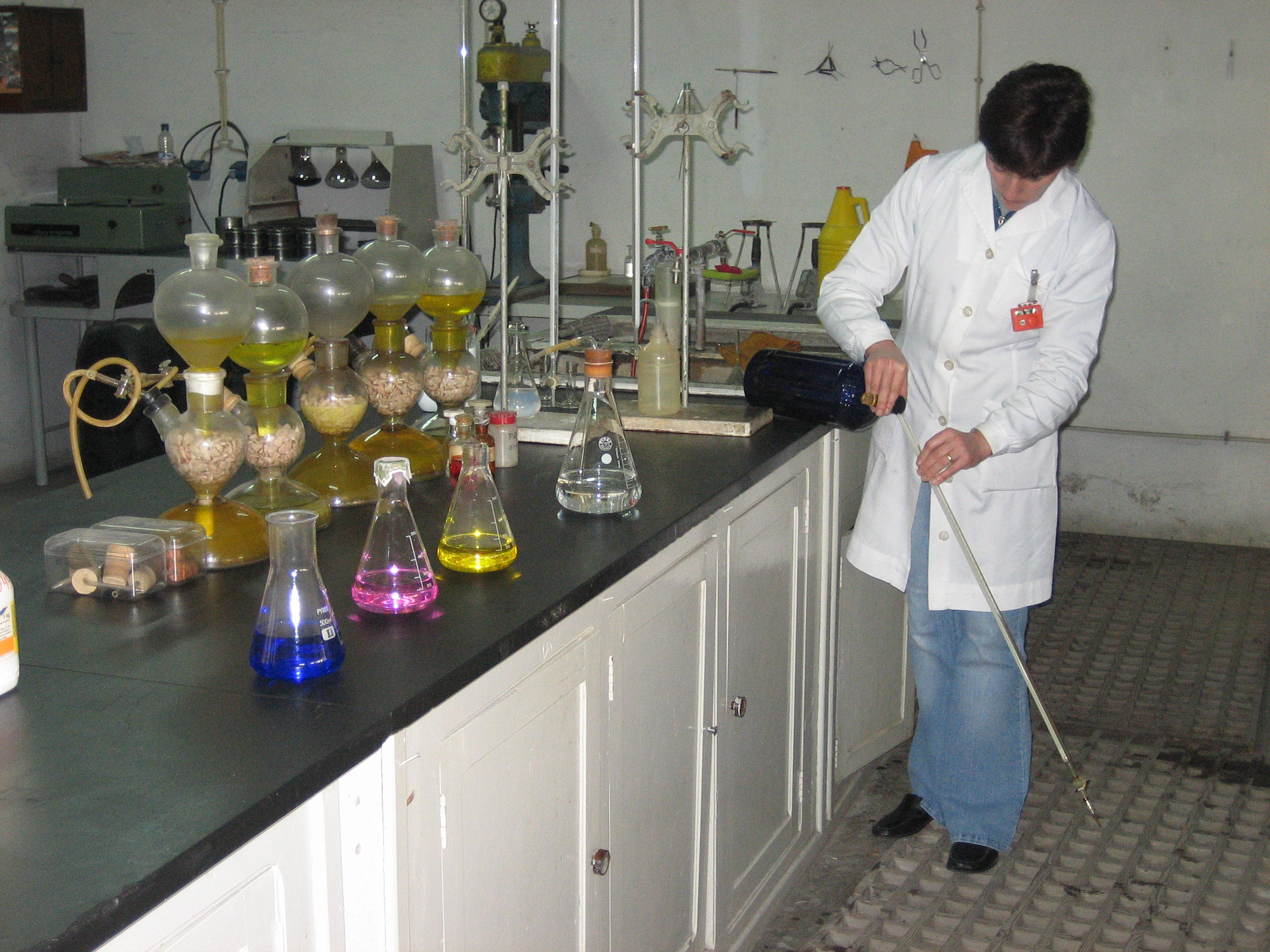
분석실(파나스퀘라)
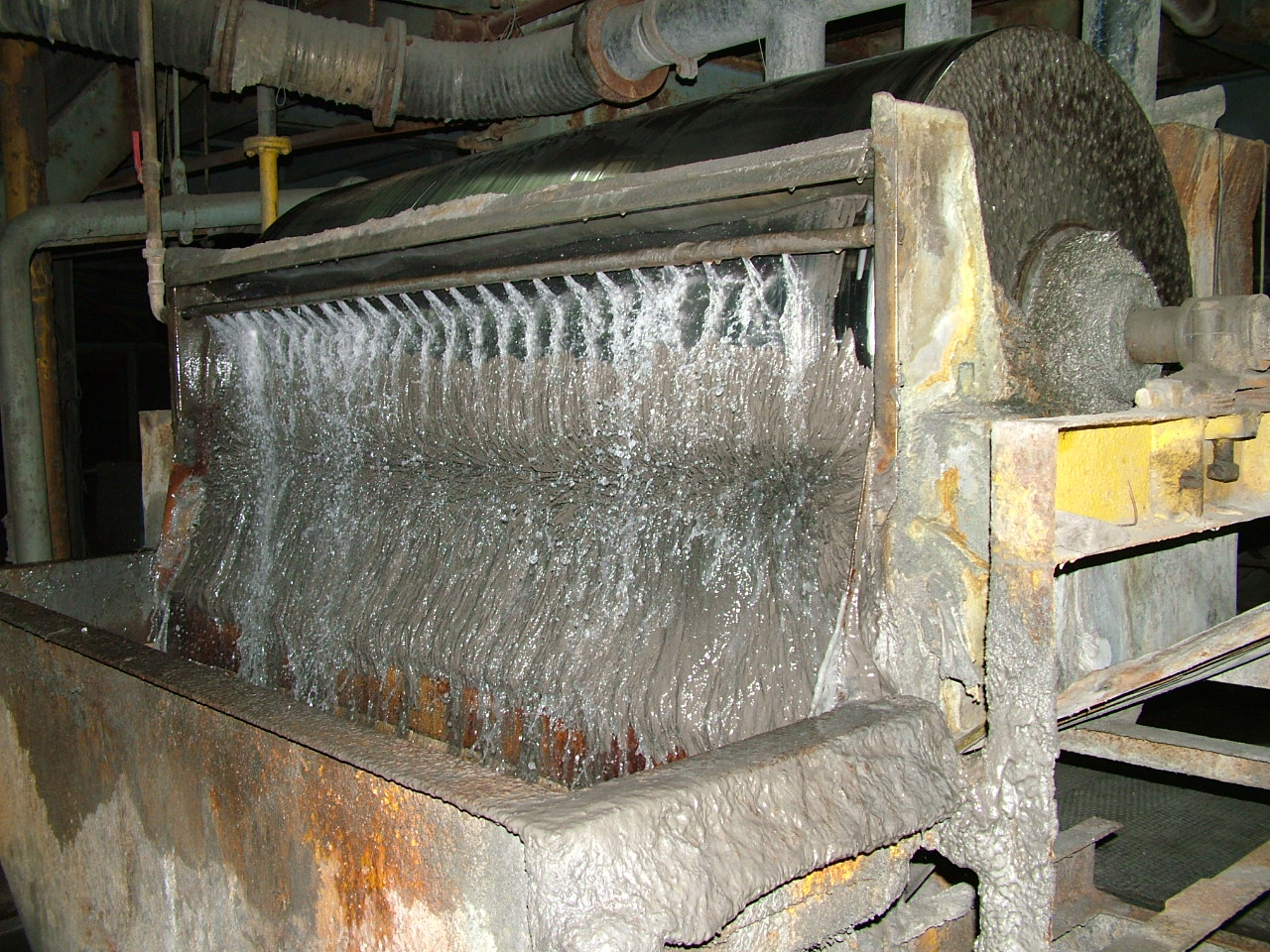
자력선별기(파나스퀘라)
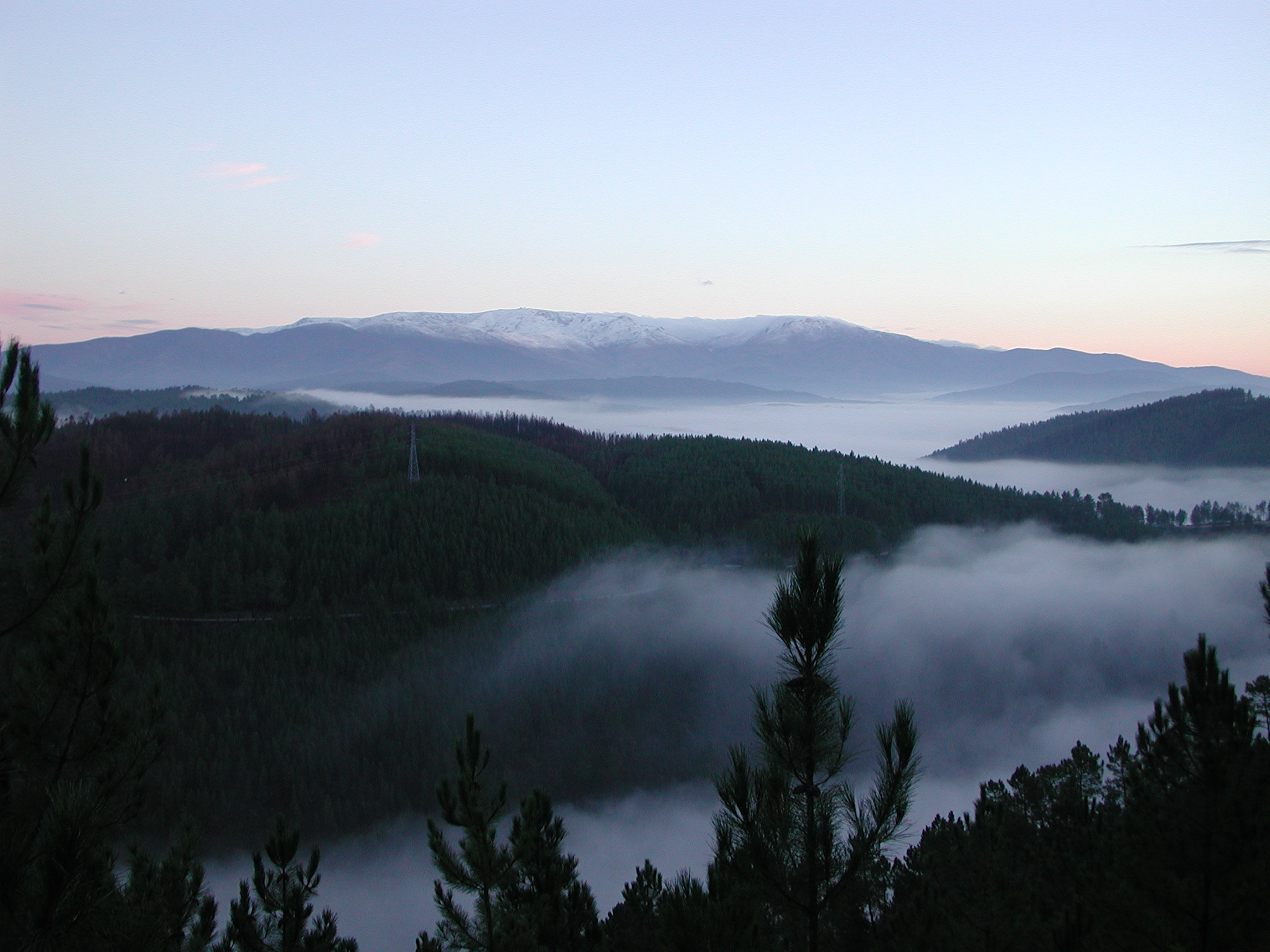
전경(파나스퀘라)
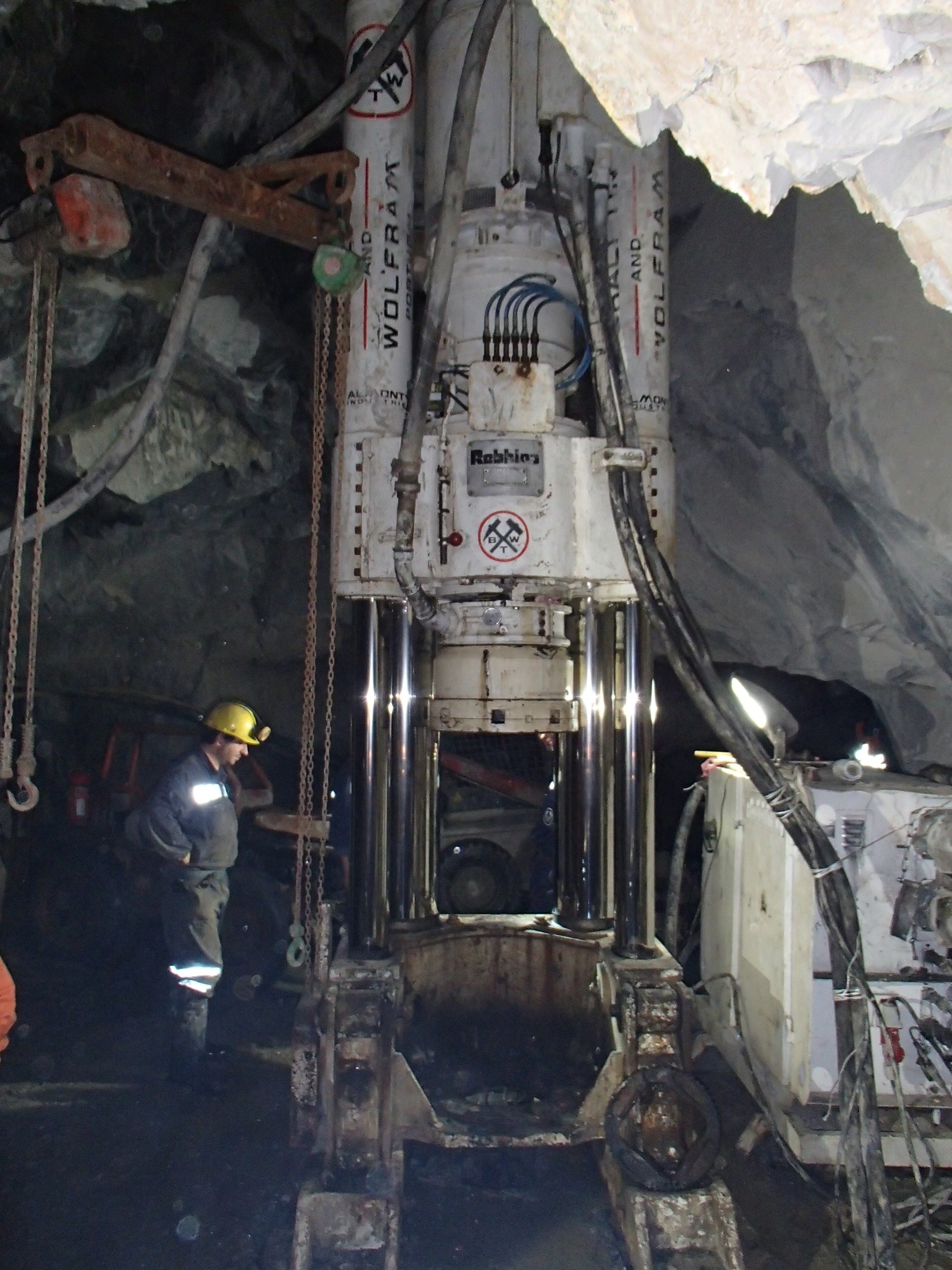
승갱굴착장비(파나스퀘라)
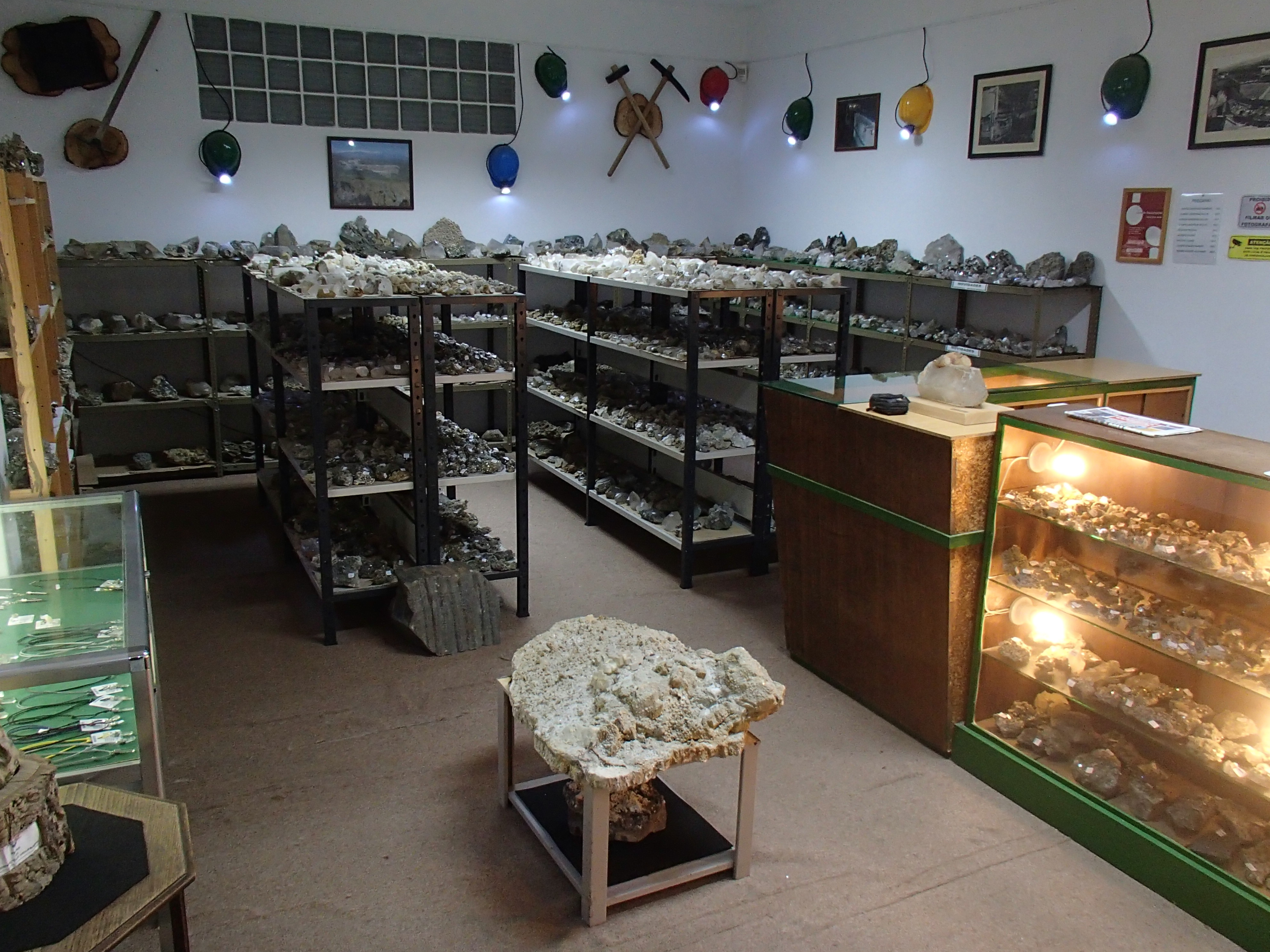
샘플실(파나스퀘라)
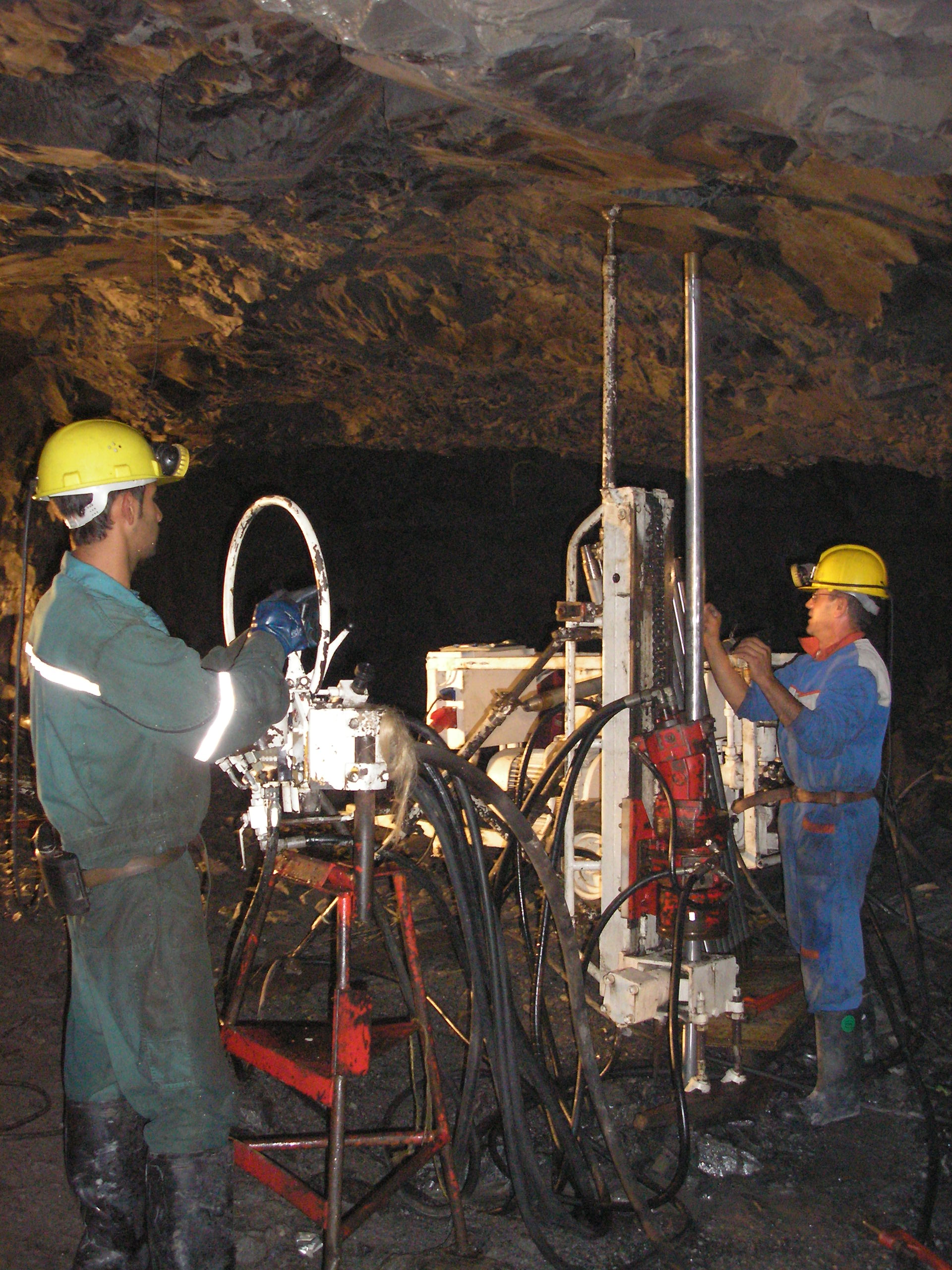
갱내 탐광 시추(파나스퀘라)
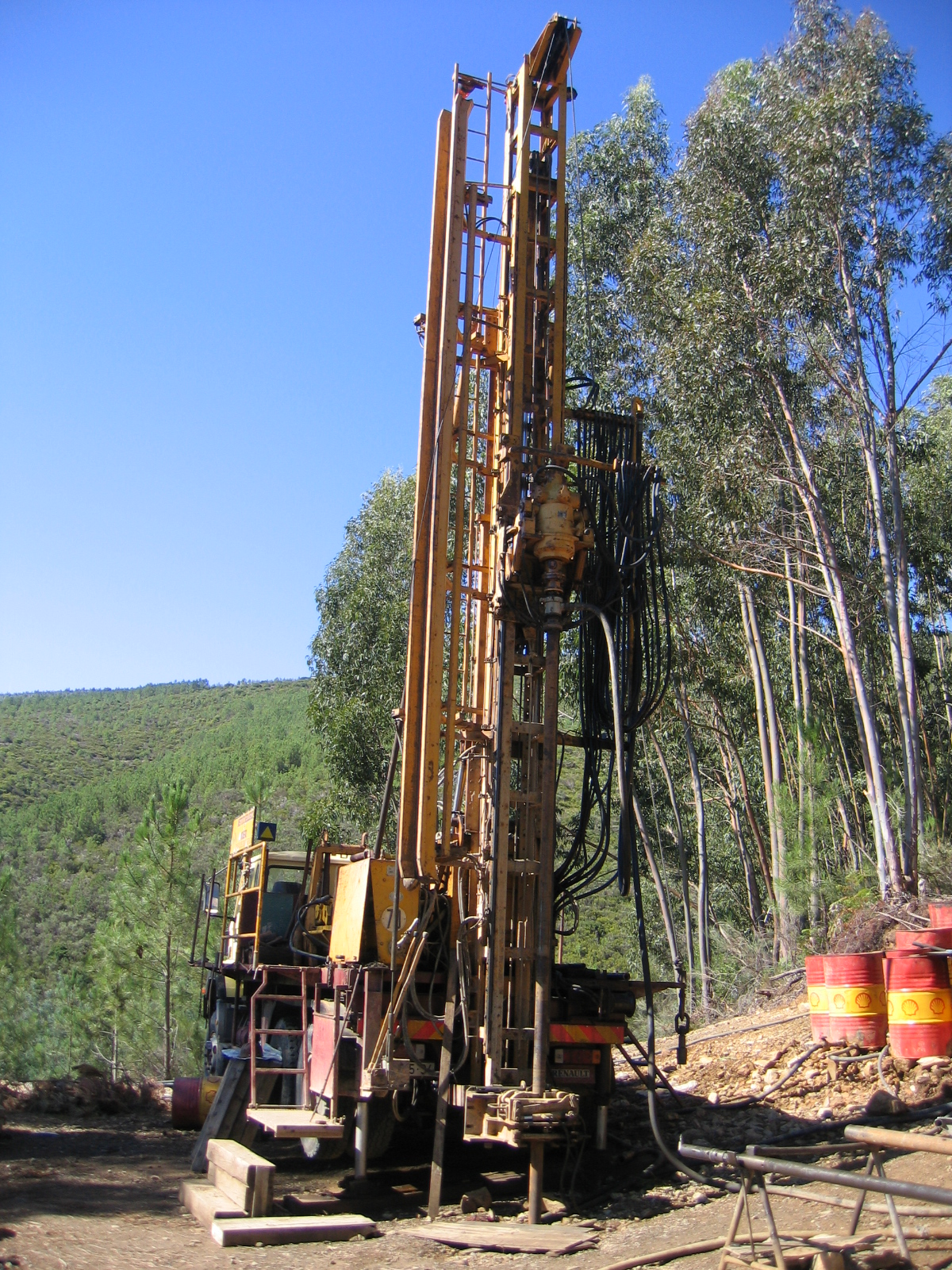
갱외 탐광 시추(파나스퀘라)
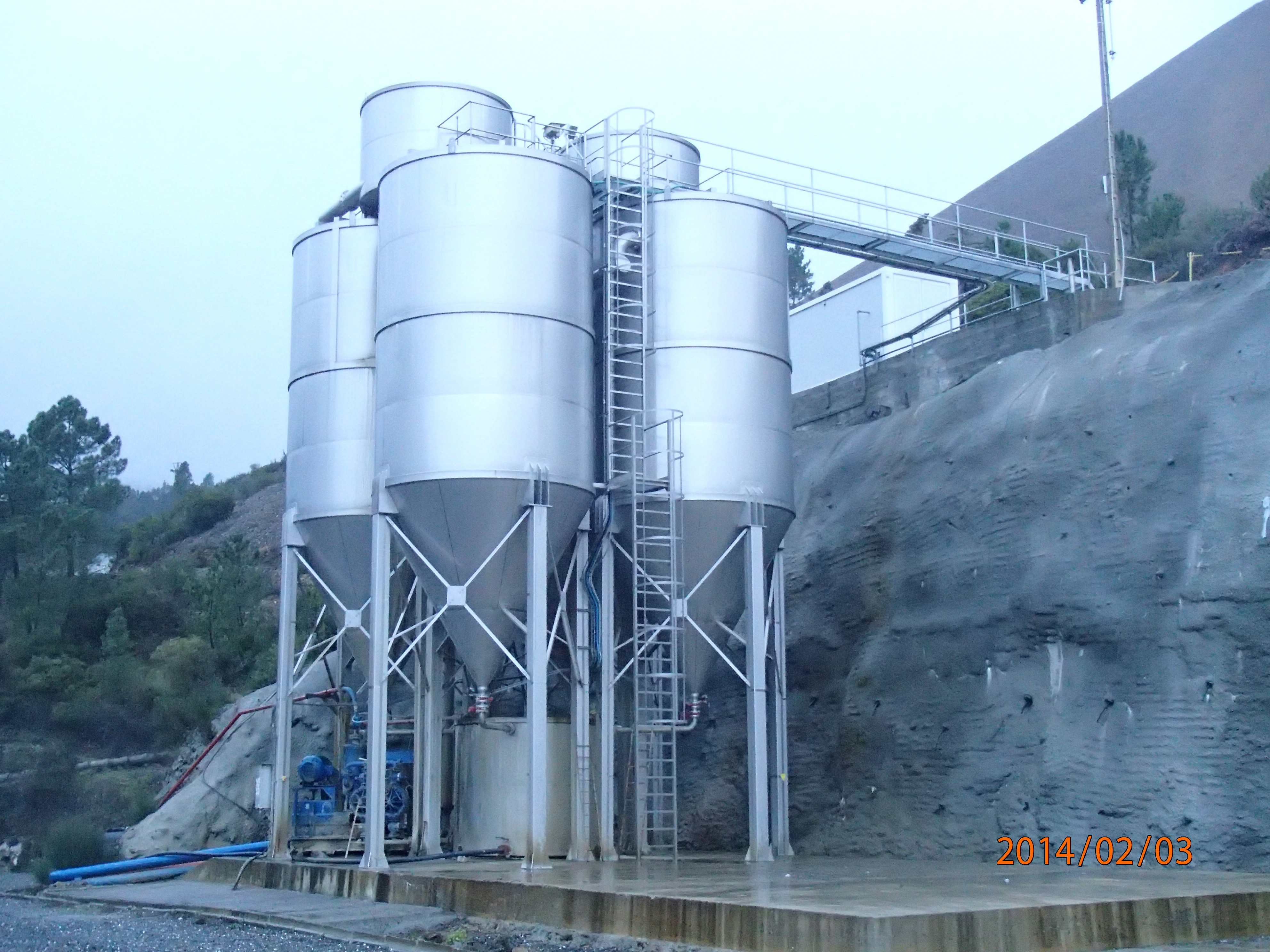
수처리시설(파나스퀘라)
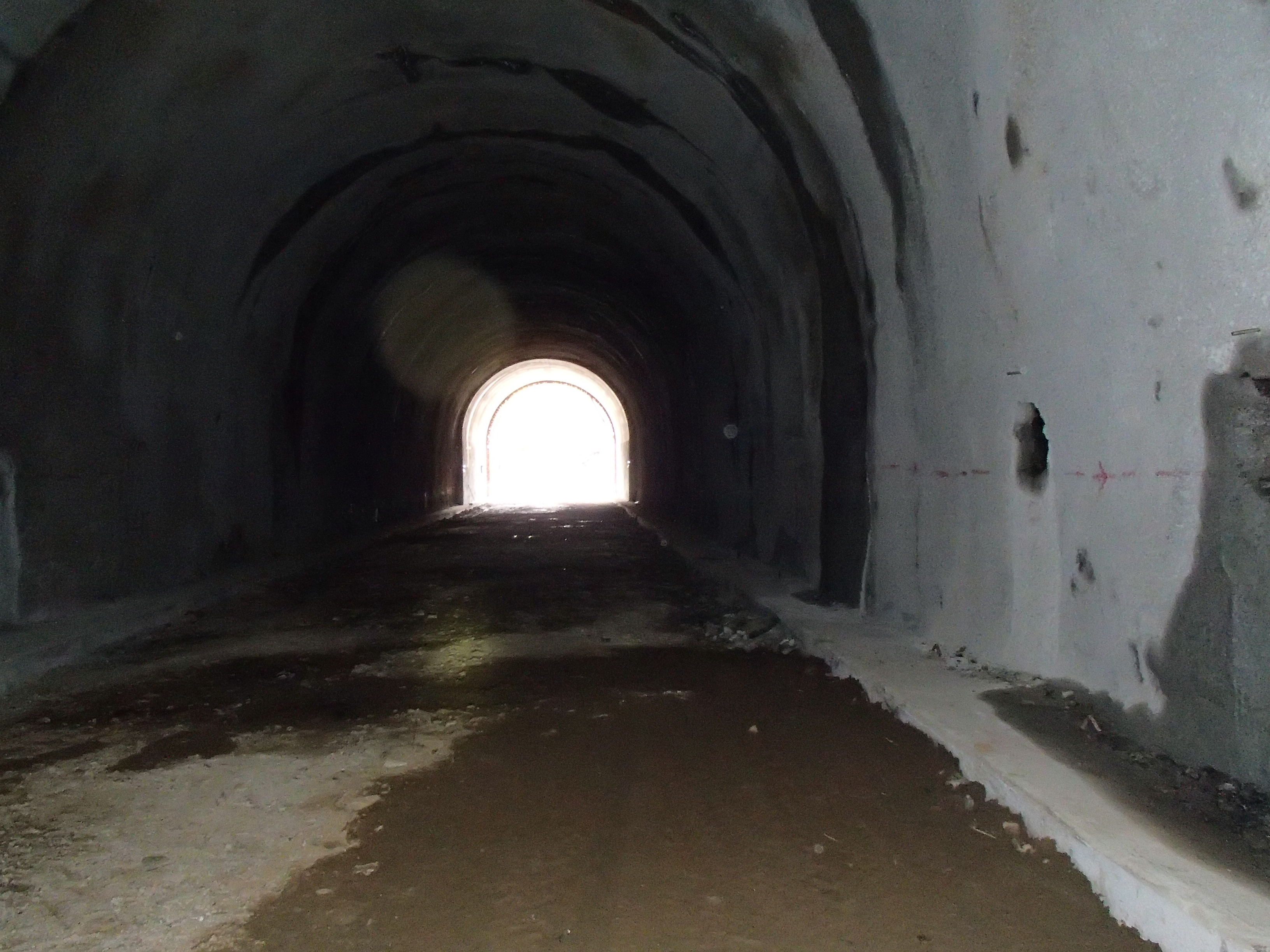
상동항 갱구(상동)
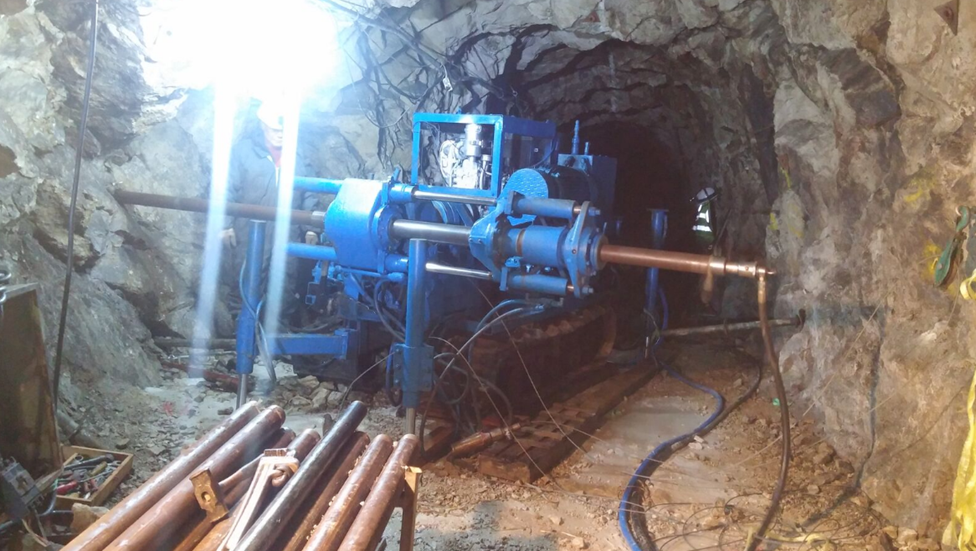
1항 탐광시추(상동)
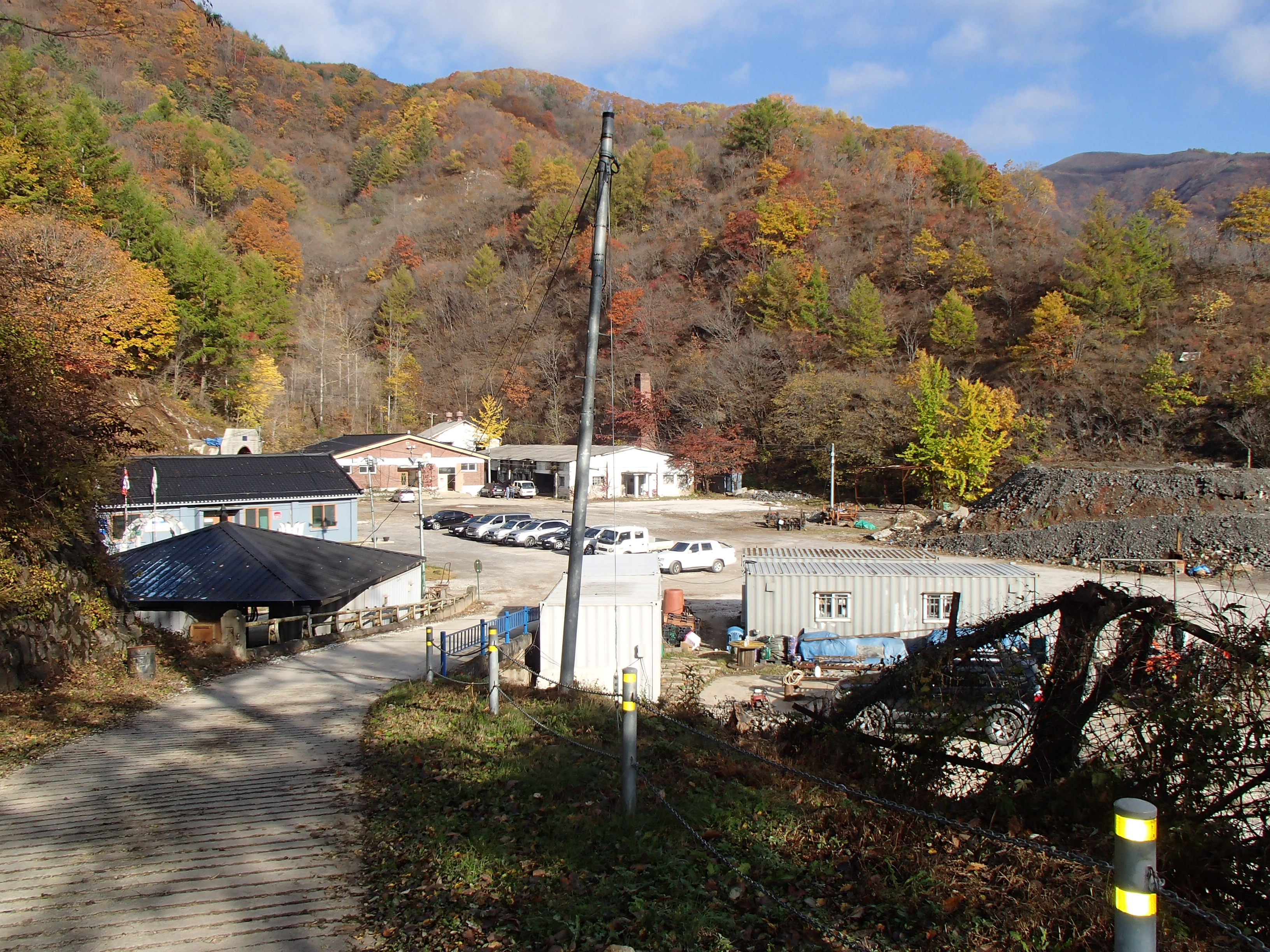
사무실(상동)

## 참조
1. ↑  “Panasqueira tem donos americanos” (영어). 2017년 6월 20일에 확인함.
2. ↑  “Sojitz Corporation acquires approximately 95% of Primary Metals Inc. shares” (영어). 2017년 8월 3일에 원본 문서에서 보존된 문서. 2017년 6월 20일에 확인함.
3. ↑  “Download SEDAR Filings - Code Verification and Accept Terms of Use” (영어). 2017년 6월 20일에 확인함.
4. ↑  “Download SEDAR Filings - Code Verification and Accept Terms of Use” (영어). 2017년 6월 20일에 확인함.
5. ↑  “Download SEDAR Filings - Code Verification and Accept Terms of Use” (영어). 2017년 6월 20일에 확인함.
6. ↑  “Download SEDAR Filings - Code Verification and Accept Terms of Use” (영어). 2017년 6월 20일에 확인함.
7. ↑  “Download SEDAR Filings - Code Verification and Accept Terms of Use” (영어). 2017년 6월 20일에 확인함.
8. ↑  “Download SEDAR Filings - Code Verification and Accept Terms of Use” (영어). 2017년 6월 20일에 확인함.
9. ↑  “Download SEDAR Filings - Code Verification and Accept Terms of Use” (영어). 2017년 6월 23일에 확인함.
10. ↑  “Download SEDAR Filings - Code Verification and Accept Terms of Use” (영어). 2017년 6월 23일에 확인함.
11. ↑  “Download SEDAR Filings - Code Verification and Accept Terms of Use” (영어). 2017년 6월 26일에 확인함.
12. ↑  “Download SEDAR Filings - Code Verification and Accept Terms of Use” (영어). 2017년 6월 22일에 확인함.